# 鉄道標識
鉄道標識（てつどうひょうしき）英語Railroad signとは、列車に対して運転条件等を示すものの一つである。
日本の「鉄道に関する技術上の基準を定める省令（以下技術基準省令とする）」では、信号・合図・標識に分類している。この省令において標識は、係員に対して、物の位置、方向、条件等を表示するものと定義している。また、この規定には当てはまらないため厳密には標識ではないが、運転上の目標や線路に関する情報が書かれたものを標と呼ぶことがある。

## 概要
標識・標の様式・形状は各鉄道事業者により異なる。日本全国の標識全てを紹介することは無理があるので、本項では特記なければ鉄道に関する技術上の基準を定める省令の解釈基準（以下技術基準省令の解釈基準とする）に定められた標識を中心に日本の国鉄・JR各社で使用されているものを中心に記述する。大手私鉄を中心に比較的良く見られる標識も解説するが、系列関係にある私鉄同士（京成電鉄と京成グループ各社、阪急電鉄と能勢電鉄等）、あるいは系列でなくとも地理的に近い私鉄同士（関東鉄道とひたちなか海浜鉄道、近畿日本鉄道と三岐鉄道など）では、同じデザインの標識を使用しているケースが見られる。
この項目で特に断りなく白色灯と書いてある場合は、厳密な白ではなく電球色を表している。

## 技術基準省令の解釈基準に定められている標識
特に断りない場合は、漢字などの表記を技術基準省令の解釈基準の表記にあわせてある。

### 列車標識
鉄道では様々な係員が作業を行っており、遠くからでも係員に列車の存在を示す必要がある。この際列車最前部と最後部に示す標識を列車標識と言う。列車標識の表示方法は、昼間と夜間によって異なる。

#### 前部標識
一般的に前照灯のことを言い、他の係員や公衆に列車の接近を知らせる目的で、列車最前部に表示している。
- 昼間の方式…表示を省略することができる[2]。
- 夜間の方式…最前部車両の前面に、白色灯を1個以上表示する[2]。なお、地下区間および長大トンネルは夜間の方式で扱う。

なお、前部標識（灯）は、自動車の前照灯とは異なり、夜間等に前方車両の後部標識を含む他の鉄道標識を照らす目的であり、前方の見通し区間を照らす目的ではない。夜間等に前部標識灯が全て切れた場合は、見通し区間で停止できる速度（概ね15 km/h）以下で進行しなければならない。また、高速運転をする電車や列車等は、安全のために前方の見通し区間をある程度照らすことができる前部標識灯を複数備えたり、光軸の向きや光度の強弱を切替できるものも多い。

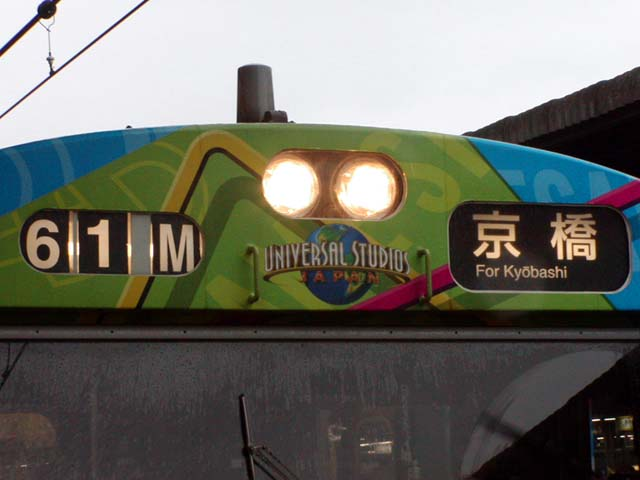
前部標識

#### 後部標識
一般的に尾灯のことを言い、他の係員や公衆に列車の最後部があることを知らせる目的で、列車の最後部に表示する。
- 昼間の方式…貫通ブレーキを使用しない列車については、最後部車両の後面に赤色灯または赤色円板を1個以上表示する[3]。これ以外の場合は、表示を省略することができる。
  - 入換中の機関車が後部標識灯を1灯点灯させるのはこのためである。[4]
- 夜間の方式…最後部車両の後面に、赤色灯または赤色反射板を1個以上表示する。但し、移動閉塞、ATC、自動閉塞方式を施行する区間では、停車場間が1閉塞である場合を除き、2個以上表示する。なお、地下区間及び長大トンネルは夜間の方式で扱う。

赤色灯、赤色円板又は赤色反射板を1個表示する場合は後面の左側に、2個表示する場合は、両側に水平に、それぞれ表示する。

なお、夜間等に2灯表示すべき場合であって後部標識灯が切れて1灯だけの表示となった場合は、運転指令に連絡し、後続列車の運転士にその旨を通告した上で運転を継続する。後部標識灯が全て切れた場合は、指令に連絡し、同一の停車場間に後続列車が続行して進入しないように抑止した上で、運転を継続する。

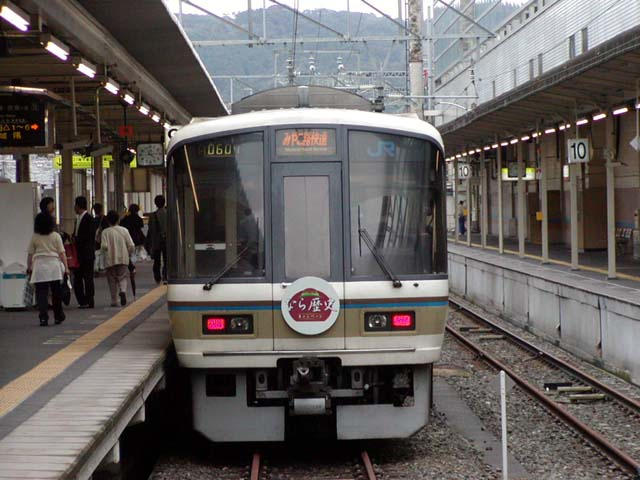
後部標識

### 閉そく信号標識
閉そく信号機は、場内信号機と出発信号機の形状が同じため、その識別のために設けられた標識。現在の呼称になるまで、順に「自動識別標識」、「閉そく信号機識別標識」と呼ばれていたことがある。運転士はこの標識によって閉そく信号機（許容信号機）であることを認識し、その番号で停車場間の運転位置の判断を行うことができる。形状は「灯」と「反射材」のものがある。この標識に表示される番号の規則は鉄道事業者によって異なり、「次の停車場に近付くに連れて番号が減る」「キロ程を10倍若しくは100倍して、さらに上り・下りによって奇数・偶数のいずれかを1の位に付ける」等の例がある。

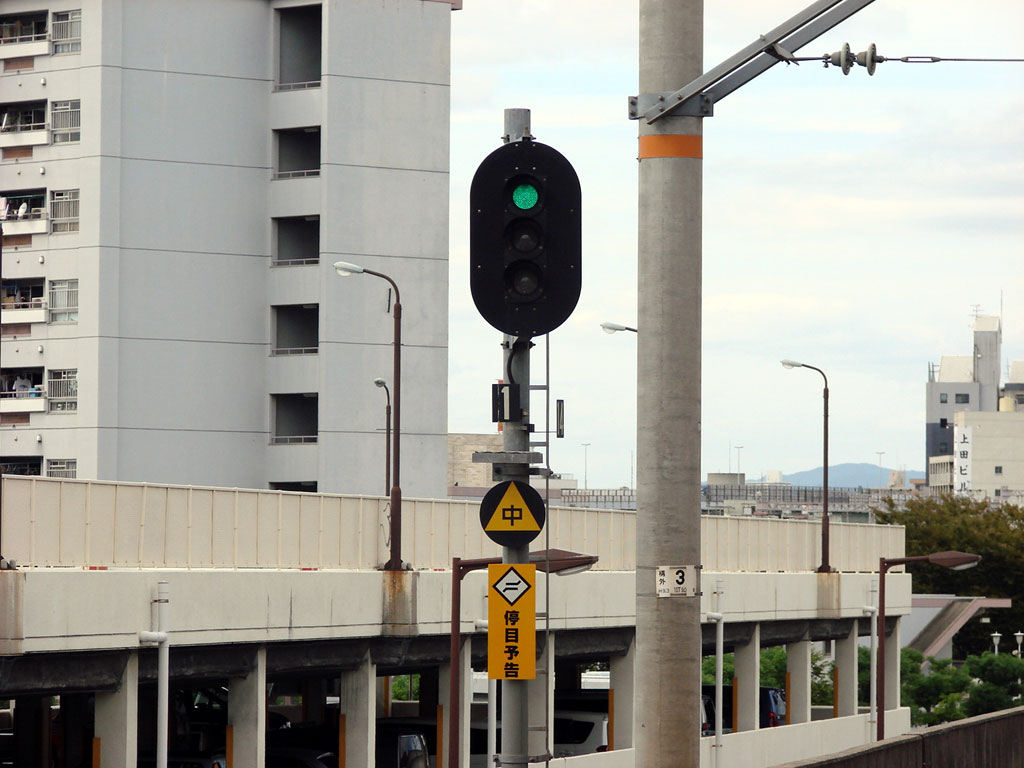
信号機下の「1」の表示板が閉そく信号標識

### 中継信号機標識
色灯式中継信号機には主信号機と区別するため設けられ、紫色灯1個の標識である。

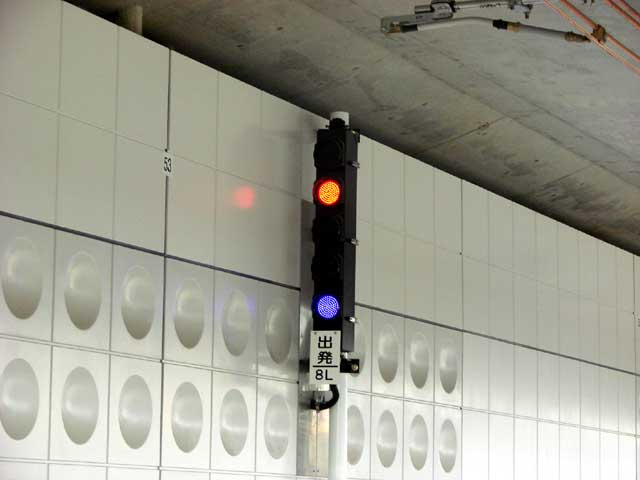
一番下の紫色の灯が中継信号機標識

### 場内標識
車内信号区間において、場内進路の始端を示す位置に設置する標識。橙色の菱形に黒字の様式。

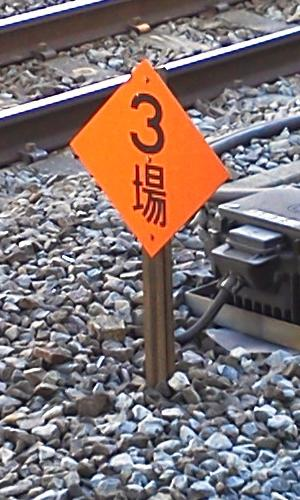
場内標識

### 出発標識
車内信号区間において、出発進路の始端を示す位置に設置する標識。白色正方形で黒字の様式。

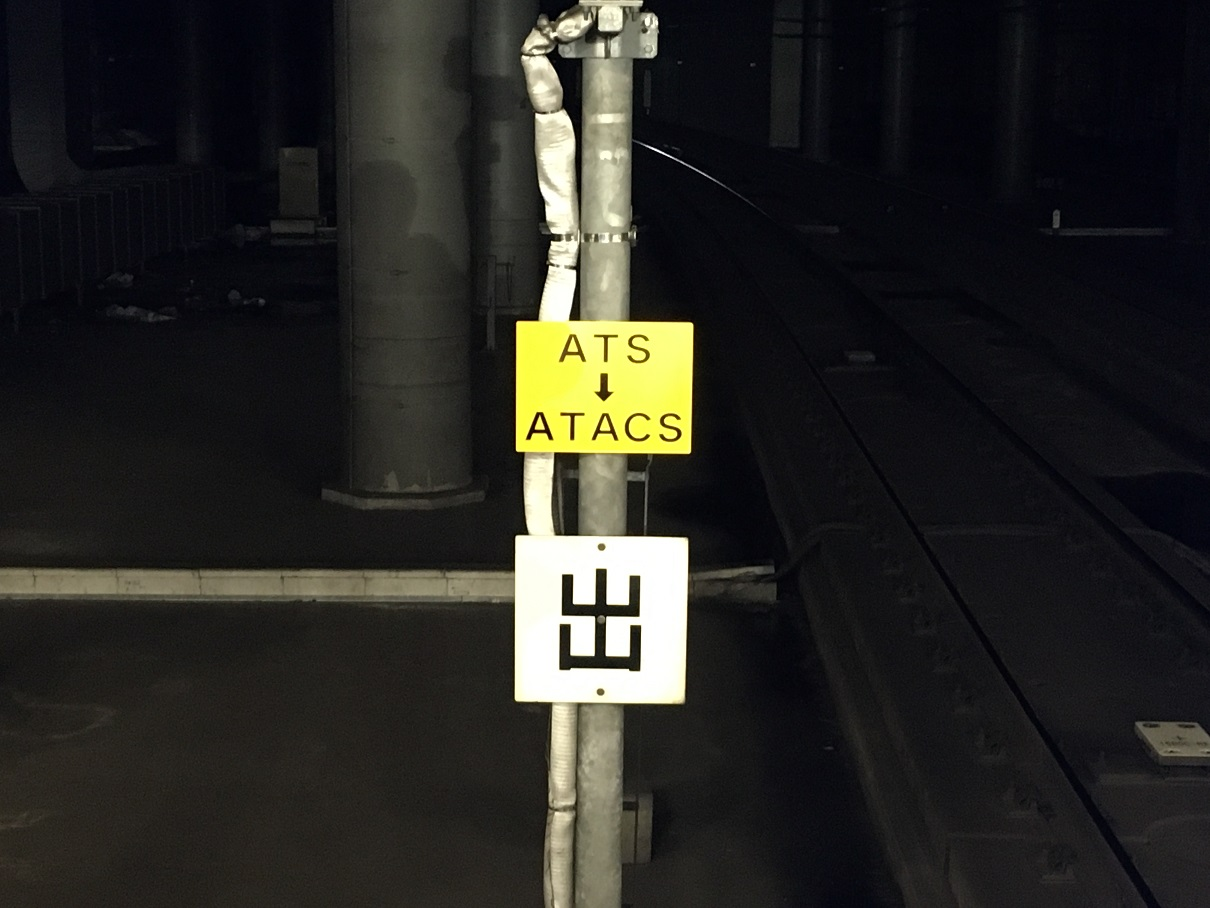
下の「出」の表示板が出発標識

### 入換標識
停車場内で入換を行う場合に、線路開通方向を示すために設置される。入換作業を行う際に、転轍器を直接操作するのではなく他の場所で集中して取扱う場合、運転士が線路開通状況を確認するのが困難であるため入換標識が設けられる。「灯列式」と「線路表示式」の2種類に分けられる。
入換標識に附属し、開通している線路を示す表示灯を線路表示器と呼ぶ。灯器は、灯列式3進路用（Γ、Ｔ、¬）、数字式多進路用の機構がある。
「灯列式」は入換信号機と同一の機構を用い、入換信号機による入換運転区間が設定されている場合は「入換信号機識別標識」を用いる。この機構を入換信号機として使用する場合は入換信号機識別標識は点灯し、入換標識として使用する場合は滅灯する。入換信号機と異なり、進路上の車両等の有無を軌道回路によって確認しない。そのため、入換標識は既に車両が存在する線路にも自由に進入できる。

「線路表示式」は線路表示器としての機能を兼ねて、開通線路を的確に表示する。「線標」と略される。「灯列式」のように入換標識の設置箇所までその表示を確認する必要がなく、作業の効率化が図れる。上越線石打駅で設置されたのが始まりで、番線表示が作業員全員に認識でき、線路間に入換標識を設置しなくてもよいため傷害事故防止を図れ、除雪作業の障害にもならないため好評であった。

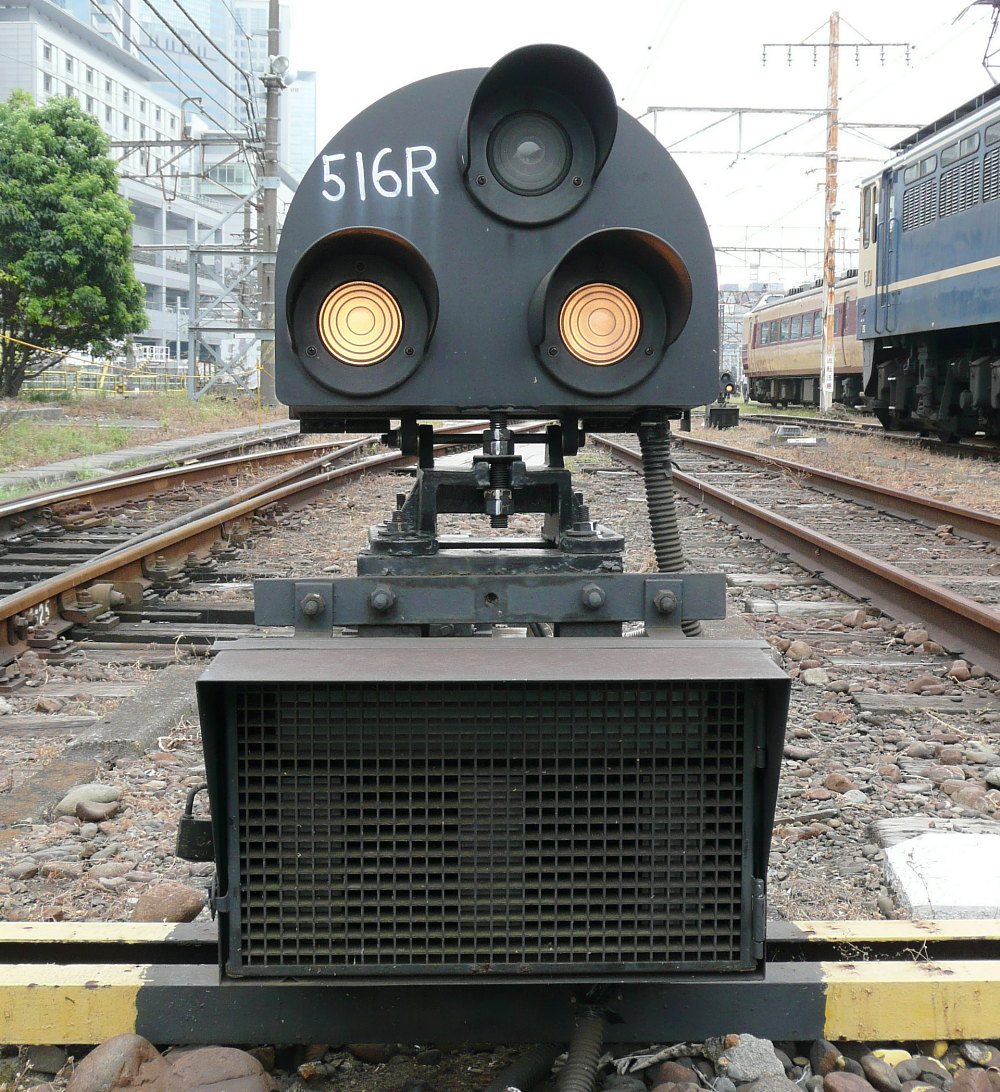
入換標識（灯列式）。下に線路表示器が併設されている。
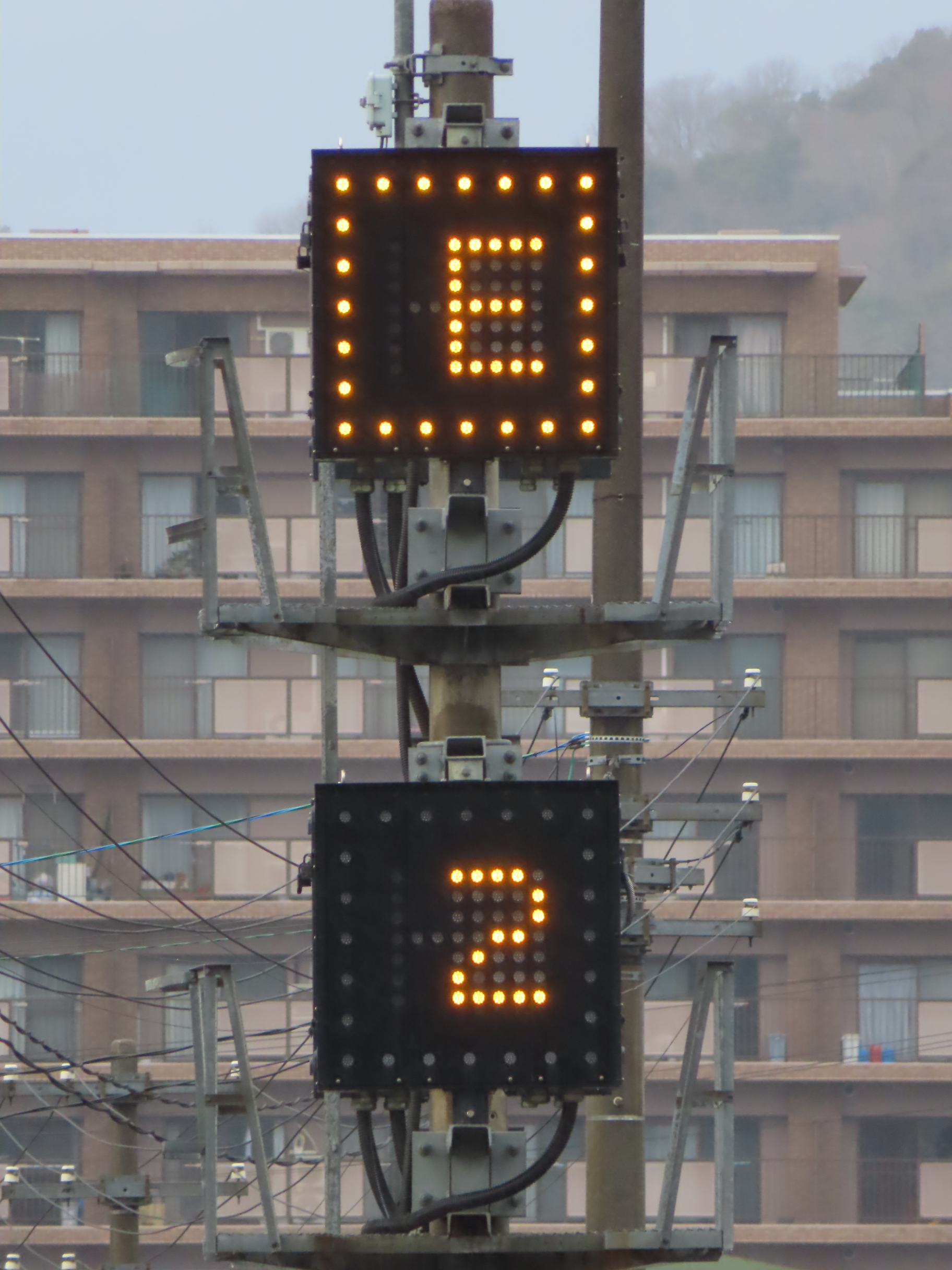
入換標識（線路表示式）

### 転てつ器標識
転轍器（転てつ器）の開通している方向を示す必要がある時に設けられる。用途によって「普通転てつ器標識」「発条転てつ器標識」「脱線転てつ器標識」の3種類があり、サイズは大・中・小の3つある。それぞれに「定位」と「反位」の表示がある。なお、電気転轍機の場合は普通、転てつ器標識は設置されないが、脱線転轍器の場合は当該箇所の反位開通を遠方より視認する必要があるため電気転轍機であっても必ず脱線転てつ器標識が設けられる。転てつ器標識の上部には標識と結合された色レンズを入れた色灯があり、定位は青紫色、反位は橙色の灯火が視認できる仕組みになっている。ただし脱線転轍器の定位時の灯火は対向側は赤色である。なお脱線転轍器の背向側はその性質上、背向で列車が進入することがないため標識は省略され標識に付随する灯火も省略される。LED灯火になる前は1灯で4方向すべての明かりを賄った関係で普通転てつ器標識と灯具を共用し色レンズを抜いたため、白色灯が点灯しているように見えた。

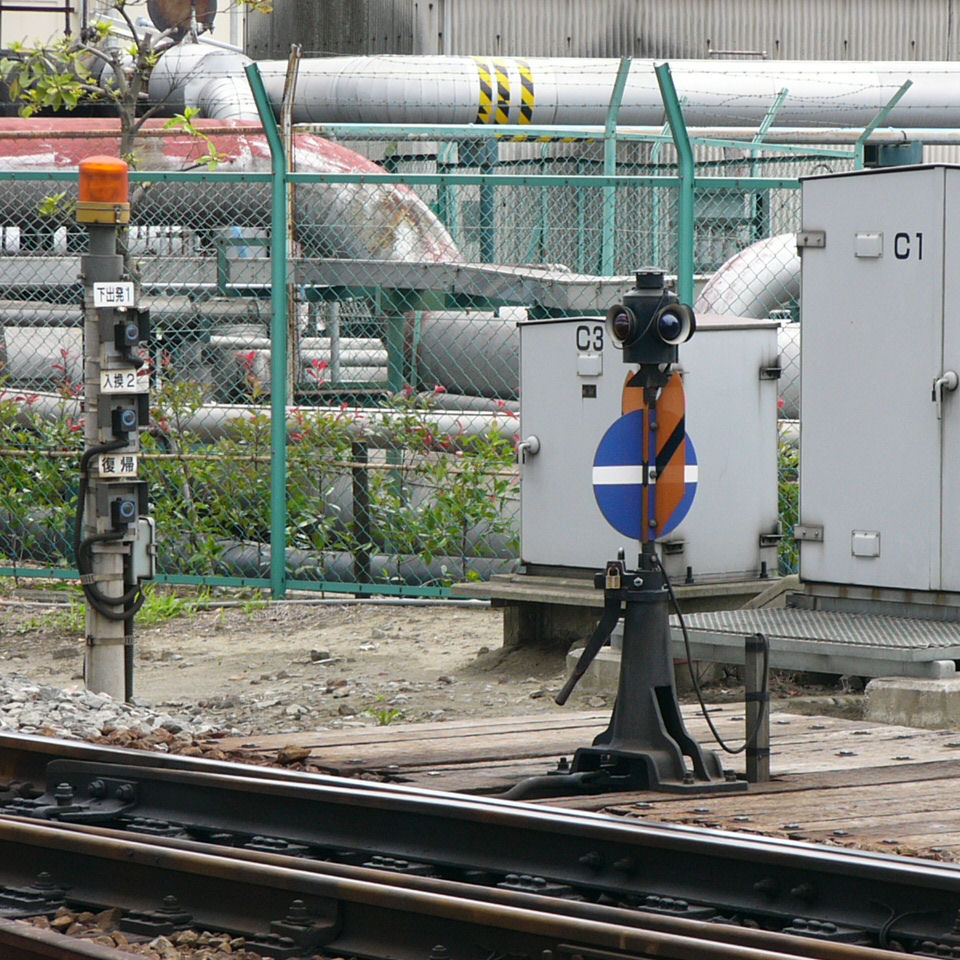
普通転てつ器標識
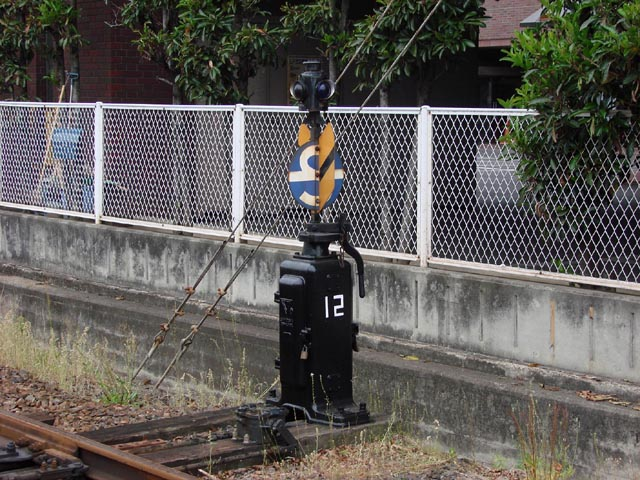
発条転てつ器標識
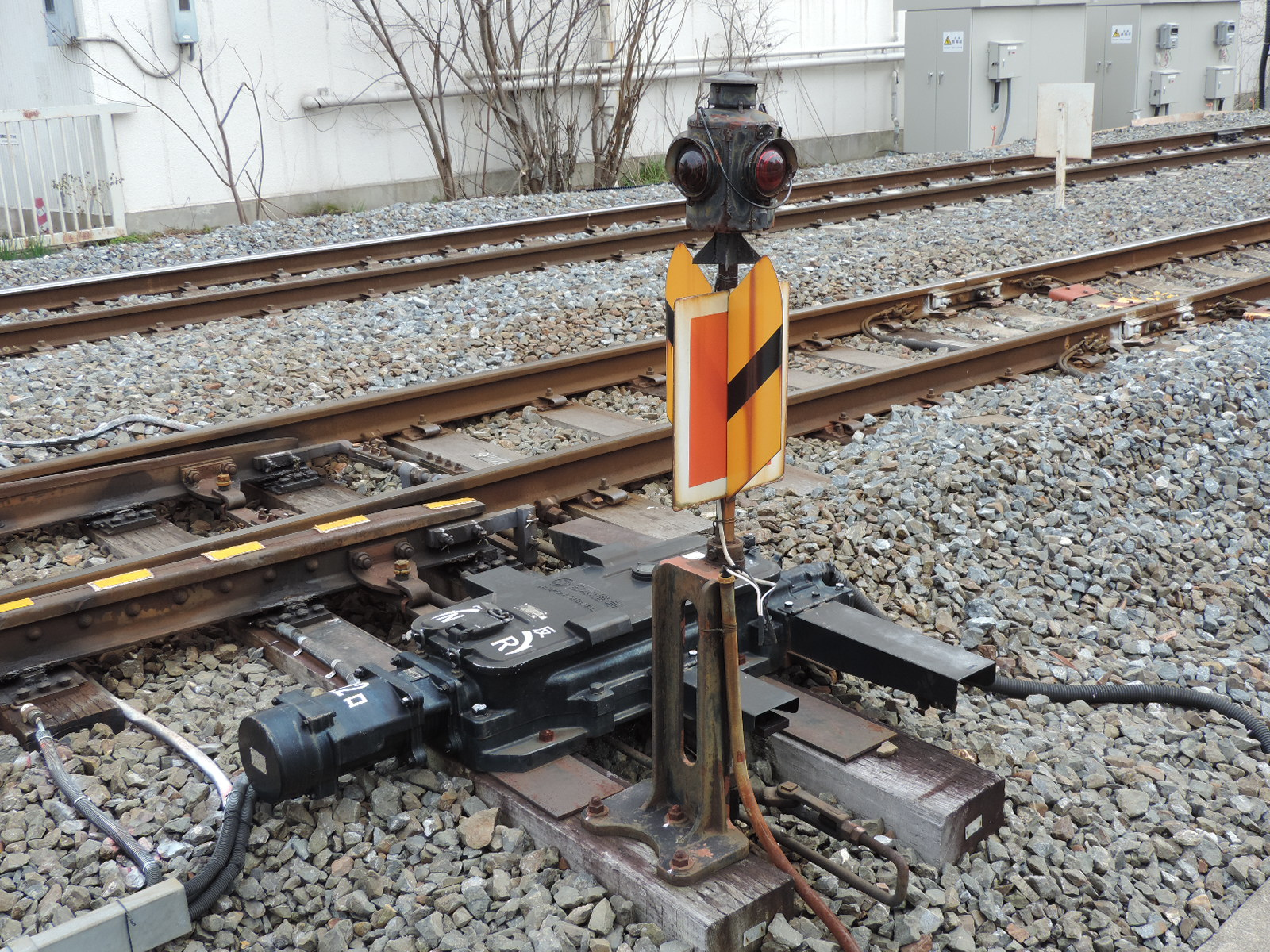
脱線転てつ器標識

### 列車停止標識
白色方形板に黒十字のデザイン。列車を停止させる限界は一般に出発信号機によって示されるが、「出発信号機を所定の位置に設置できない進路」又は「出発信号機を設けていない進路」で列車を停止させる限界の位置に列車停止標識が設置される。反射板または灯により表示。'列停（れってい）とも呼ばれる。

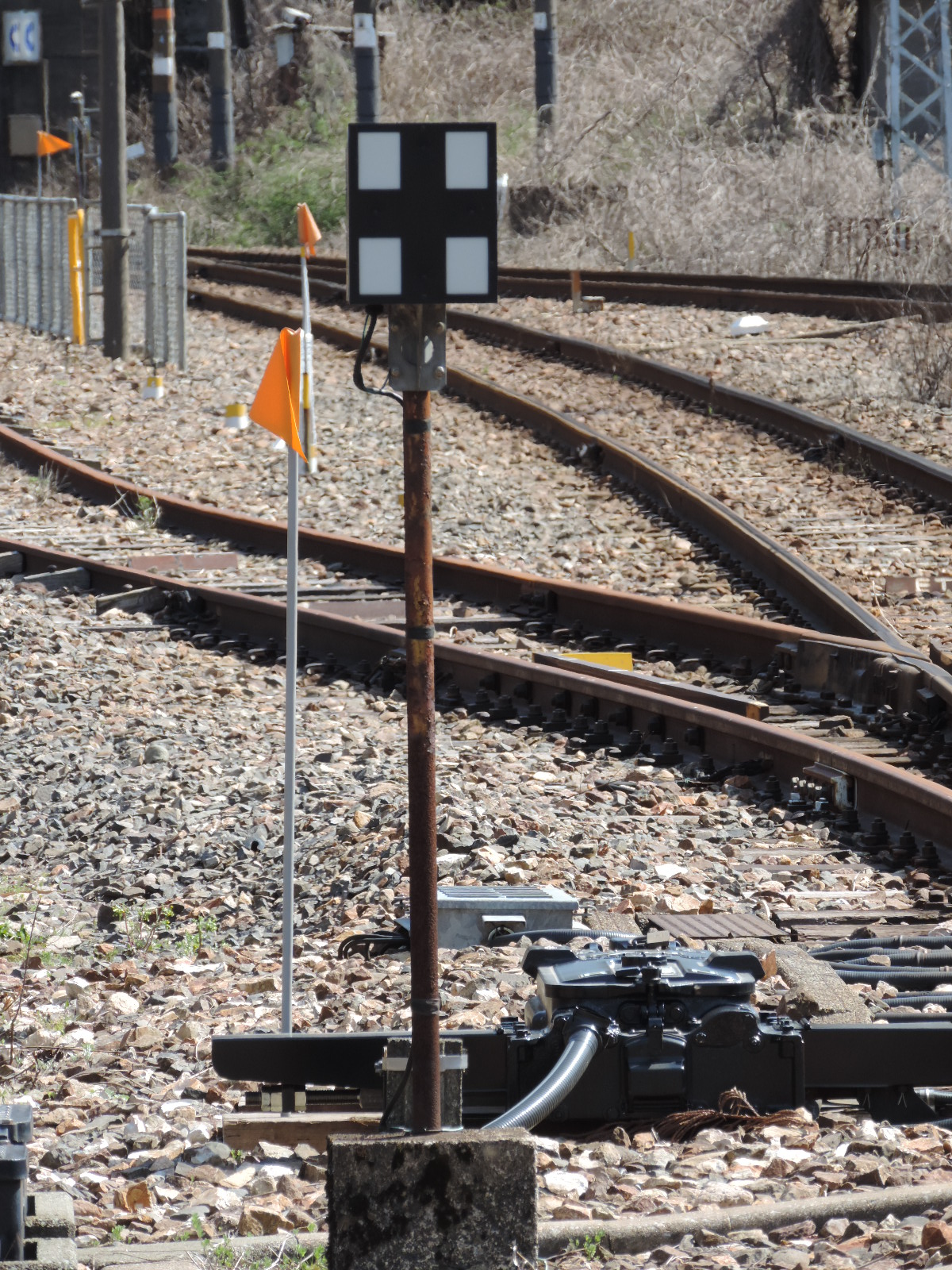
列車停止標識

### 車両停止標識
黒色方形板に白十字のデザイン。車両の入換運転は入換信号機によって行われ、車両入換運転の行う区間の終端に設けられる。反射板又は灯により表示。ただし、車止標識が設けられている場合は省略される。

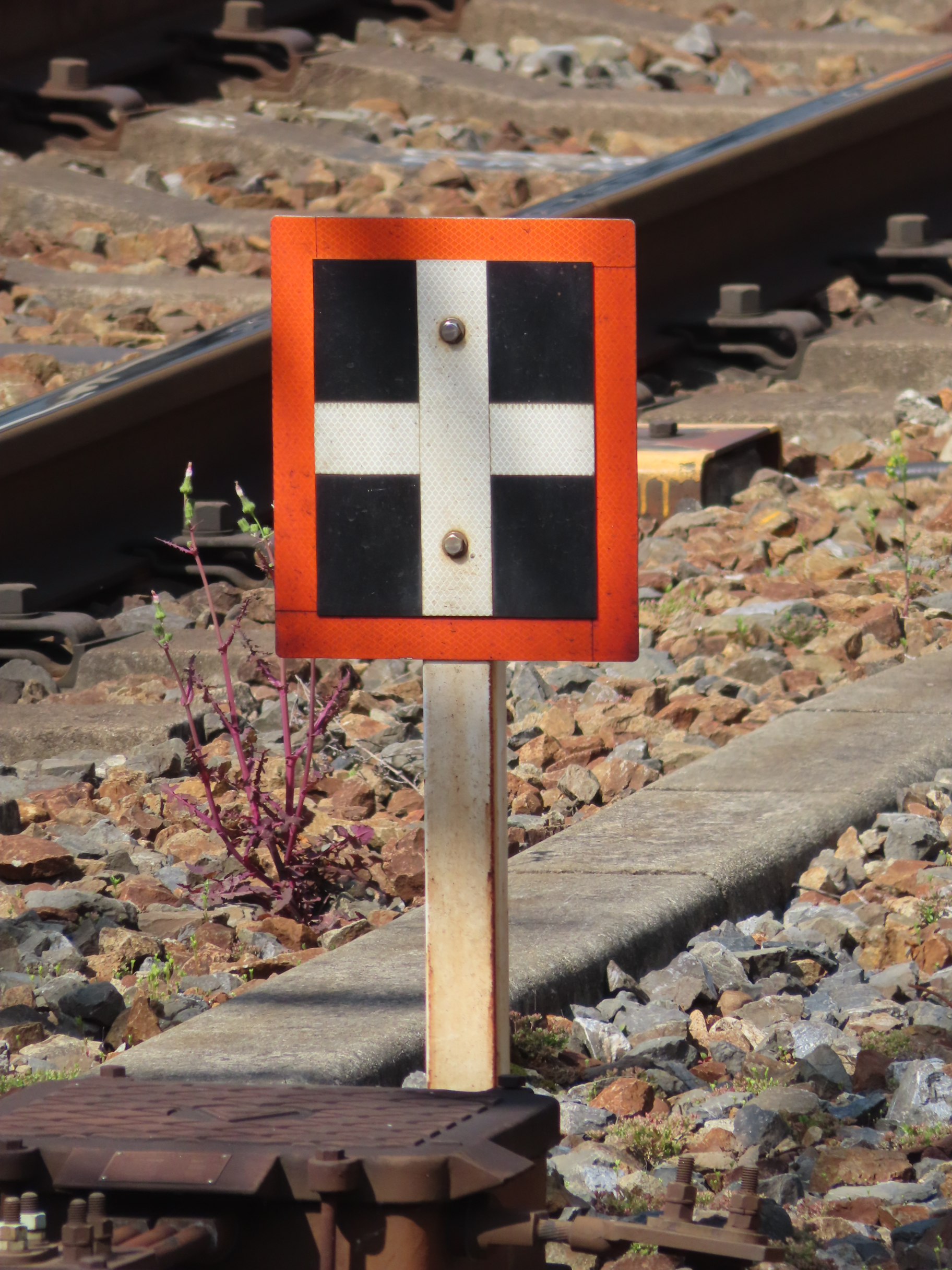
車両停止標識

### 車止標識
本線や主要な側線の車止めに設ける標識。反射板又は灯により表示。構内の照明設備や車両の前部標識の灯具が改良されたことにより反射板のものが採用されるようになった。

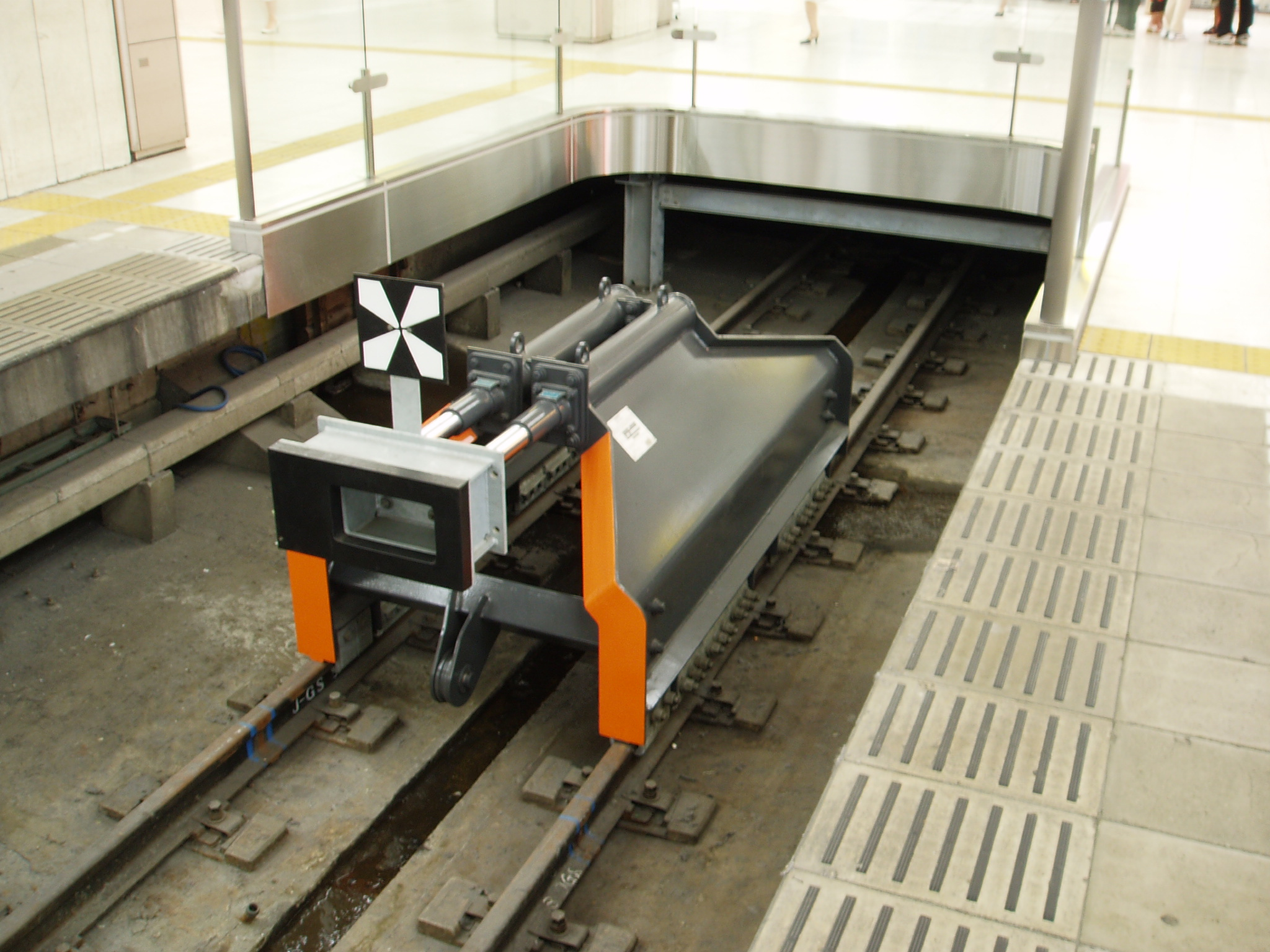
車止標識が設けられた車止め

### 架線終端標識
架線の終端に設置し、電気機関車や電車が誤って架線がない区間に進入する事故を防ぐために設置される。車止標識が設けられている場所は省略されるが、たとえ車止標識が設けられている場所でも架線が車止標識がある地点まで整備されていない場合は架線終端標識を設置しなければならない。直流電化区間では一般的に「灯」のものが設置され、交流電化区間では高電圧下での保守作業の安全性に考慮して照明装置を設備した上で反射式標識が設けられる。

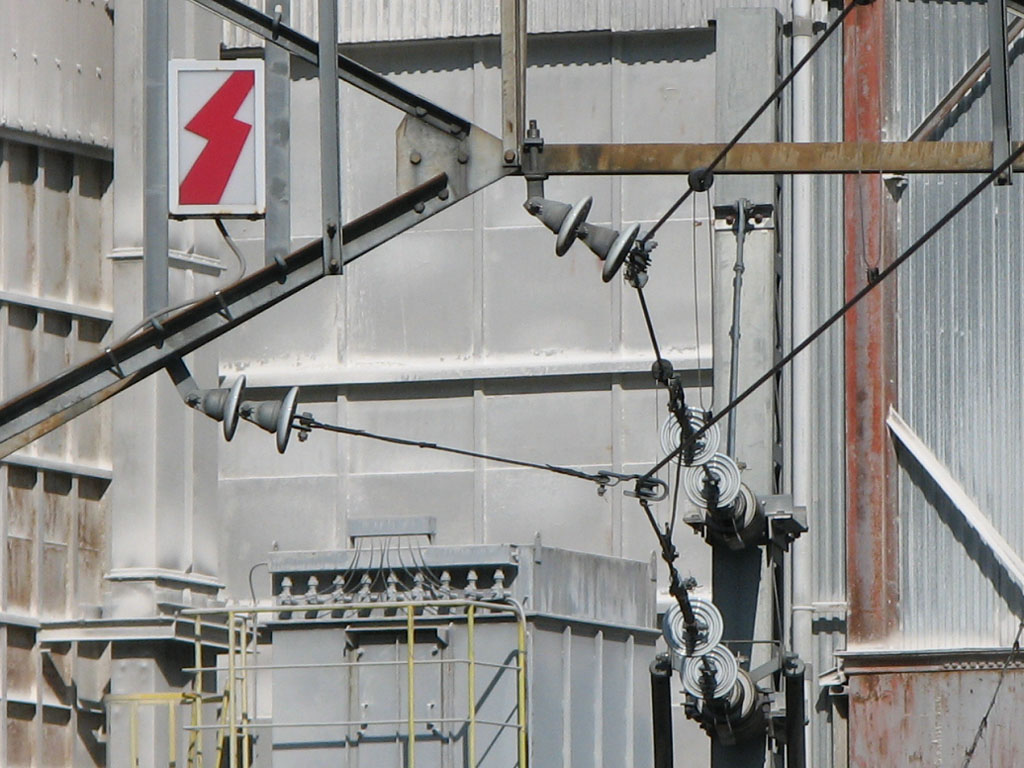
「灯」式の架線終端標識（左上）と架線の終端部分

### 気笛吹鳴標識
列車の運転士に汽笛を鳴らすよう指示する標識。遮断機や警報機が設けられていない踏切で横断者に列車接近を知らせる目的などで設置される。その他、トンネル、橋梁を通過する際又は保線工事を行っている際に、注意を促すために警笛を鳴らす必要がある場所に設置される。国鉄・JRでは「×」印だが、私鉄では「笛」印やラッパマークも存在する。

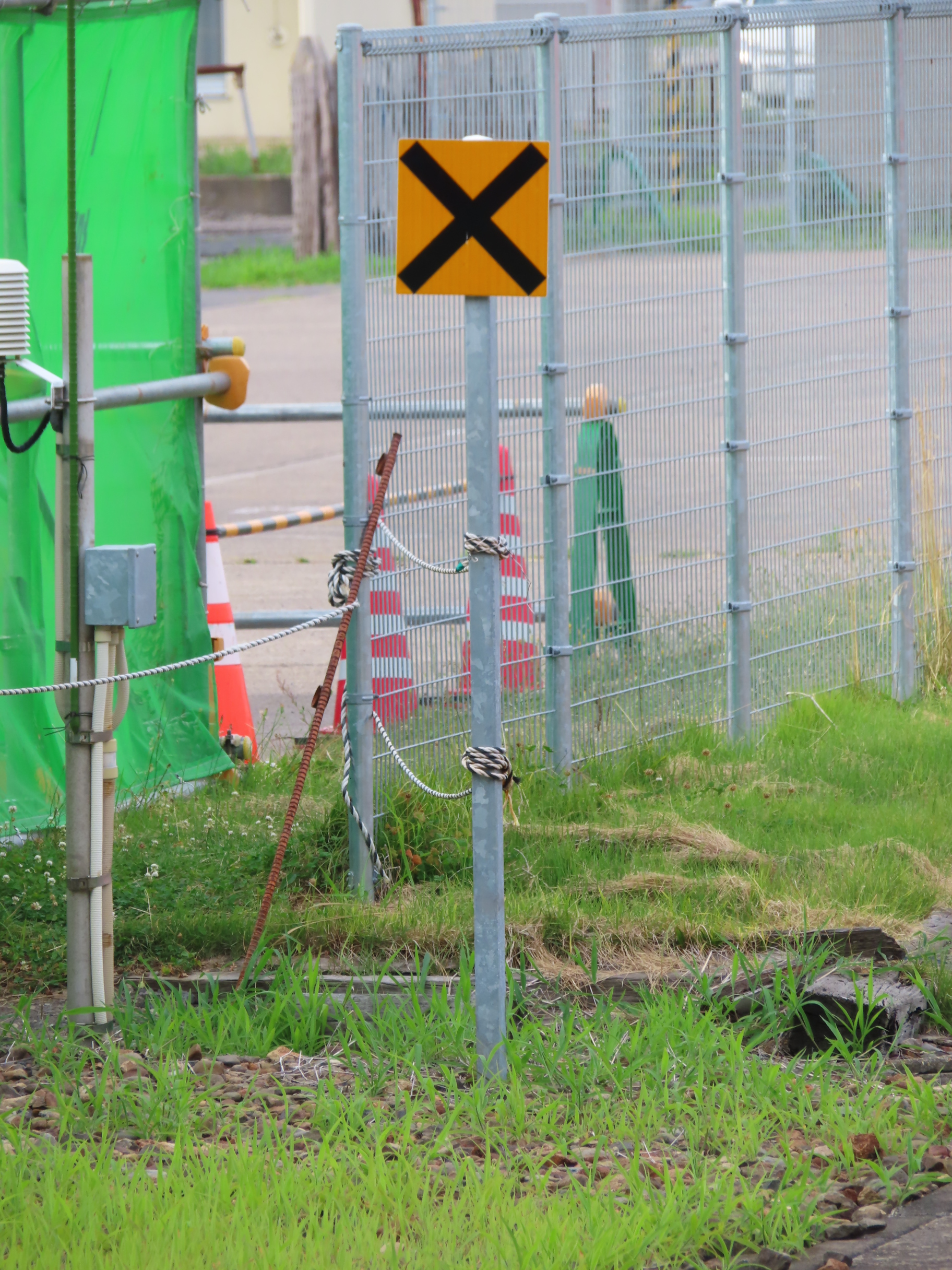
気笛吹鳴標識（JR）
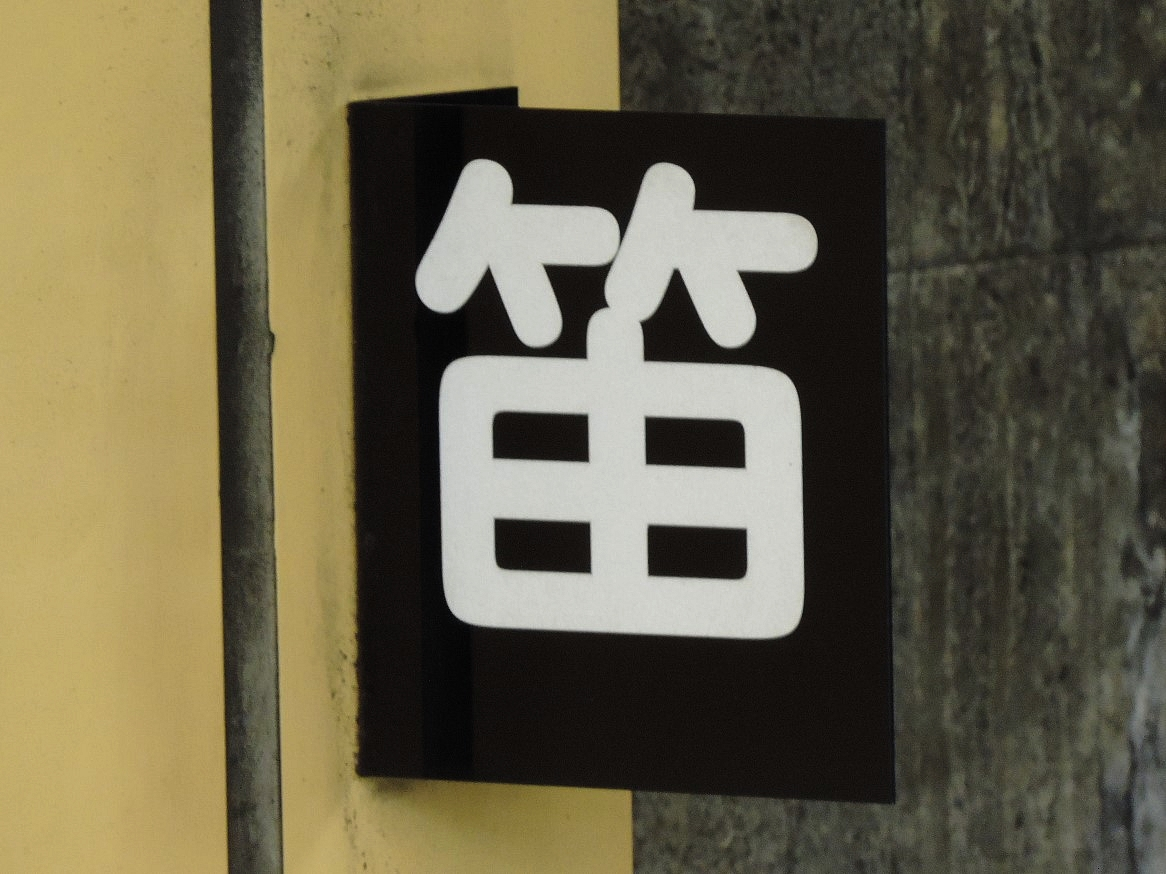
気笛吹鳴標識（大阪メトロ）

## その他の標識
技術基準省令の解釈基準に定められていない標識で代表的なものを下記に示す。

### 速度制限標識
速度制限標識は、曲線や設備の都合上、列車速度を制限しなければならない箇所を示す標識である。白地に黒文字で数字の外見が多いが、鉄道事業者によっては橙黄色地であったり、緑色枠で囲んであったり等して様式が異なることがある。列車はこの標識がある地点までに表示された制限速度以下に速度を落とさなければならない。近くに信号機があれば、現示と比べて制限速度が低い方を優先する。（例として信号が注意〔45km/h〕表示で速度制限標識が35km/hであれば、速度制限標識に従う。反対に速度制限標識が100km/hで信号が減速〔75km/h〕表示であれば、信号の速度制限に従う。）

#### 一般用
急曲線等、速度を制限する必要のある区間の始点に設置される標識である。制限速度のみが表示された種類と、制限速度に加え、下部に制限区間の距離や適用される列車種別、車種が併記された種類がある。
一般的にこの標識に表示された制限速度は、列車が速度制限区間の曲線を通過する際に発生する揺れや遠心力等による乗り心地低下等に問題がない、あるいは長い下り勾配で非常停止距離が600mを超えないと言う上限速度であり、この速度を越えるとすぐ様脱線・転覆等の危険に繋がるわけではない。しかし制限速度を大幅に超えて通過すると危険に繋がると言うことに変わりはなく、JR福知山線脱線事故では速度制限超過が事故原因とされている。
なお、多少の揺れは吸収できる高性能台車や振り子式等の車体傾斜装置を備えた車両は、同じ速度制限区間でも他車両より特別に制限速度が高く設定されている場合があり、その列車用に数種類の標識を縦列に設置していることもある。また形式別で制限速度を設けている場合、標識下部に形式名等を表示する。色や模様等を付加して特定の列車種別を区別する場合もある。

#### 分岐用
分岐器の分岐側を進行する列車に対して速度を制限する標識である。制限速度とともに分岐側の上下の隅が黒く塗られている。分岐器は構造が複雑で転轍器に過剰な負荷が掛からないよう、速度を制限することが必要となる。

分岐器番数・種類にもよるが、25 - 80km/hの制限が掛かる。また車庫構内では10km/hのところも見られる。私鉄では稀に1km/h単位で制限速度が刻まれることもある。分岐器の分岐側は一般にカントが付けられないため、通常曲線に比べると制限速度超過の許容範囲は狭い。

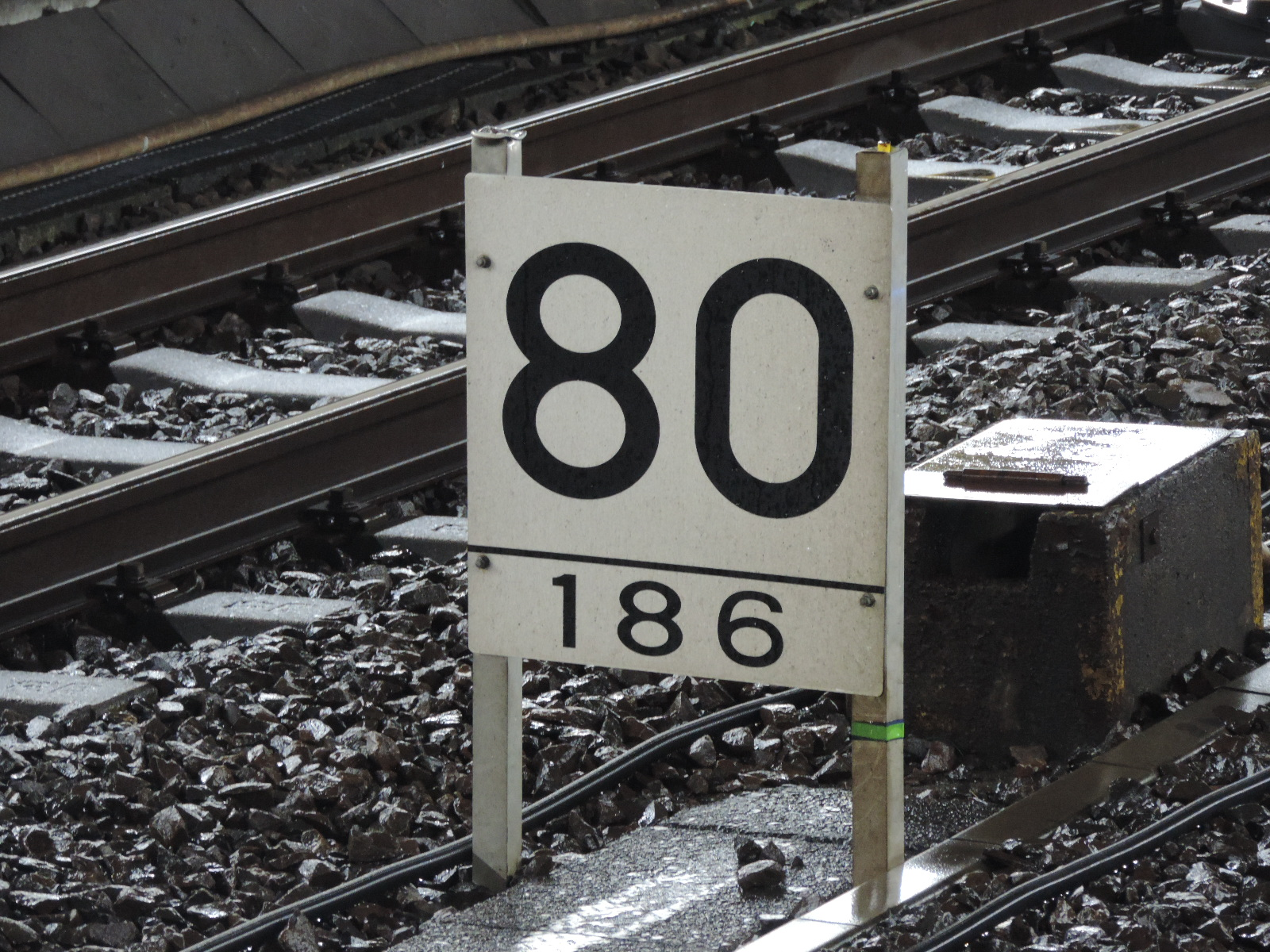
ここから186m間は80km/h以下で走行せよという意味。下側の数字が速度制限の区間長を示す[9]。
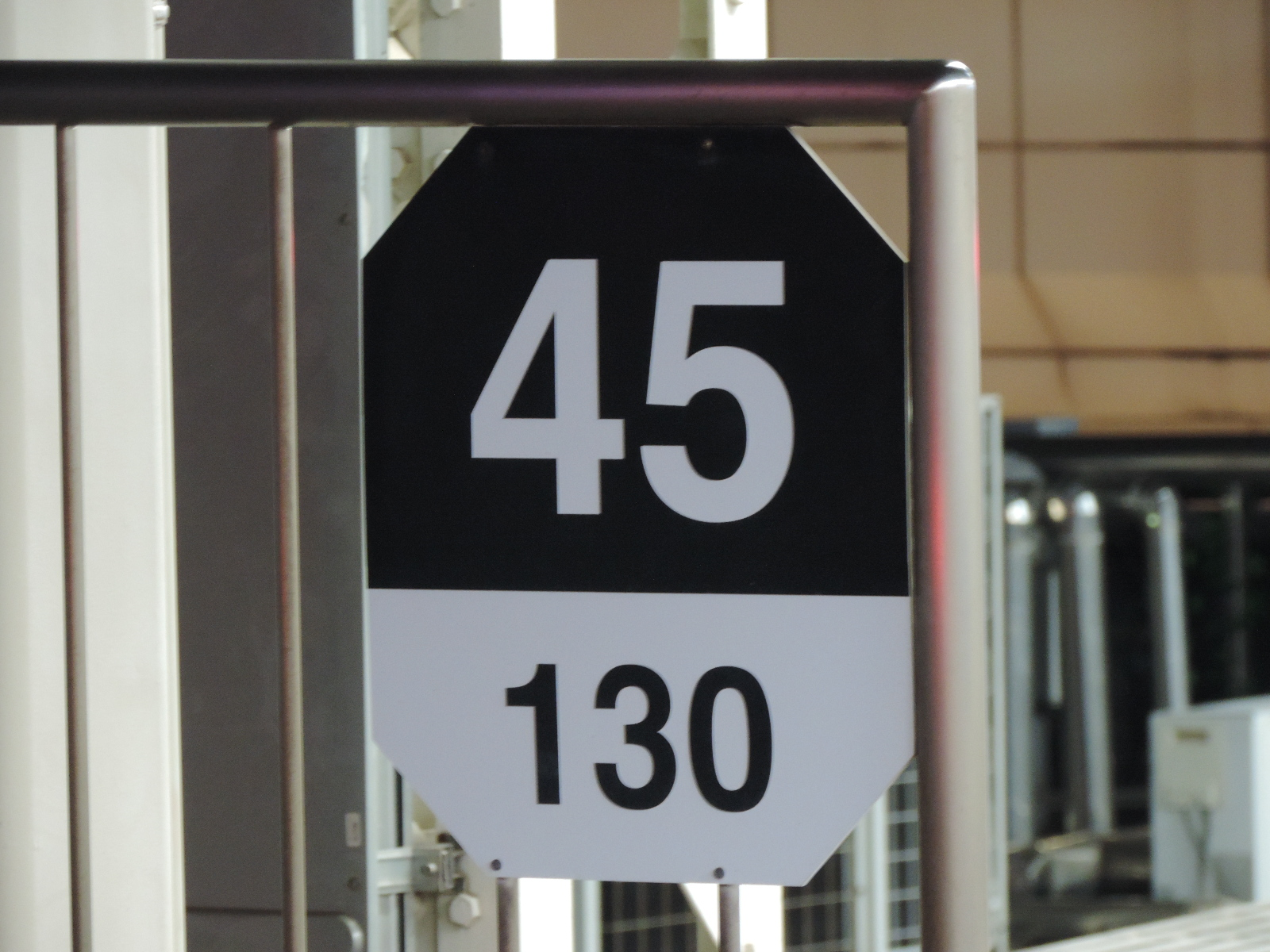
ここから130m間は45km/h以下で走行せよと言う意味。
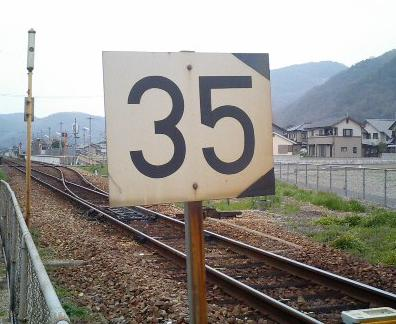
右方向へ進む場合は35km/h以下で走行せよと言う意味。このような様式の場合、黒色三角の位置によって標識が対応する進路を示す（右側の上下にあるため右方向）[9]。
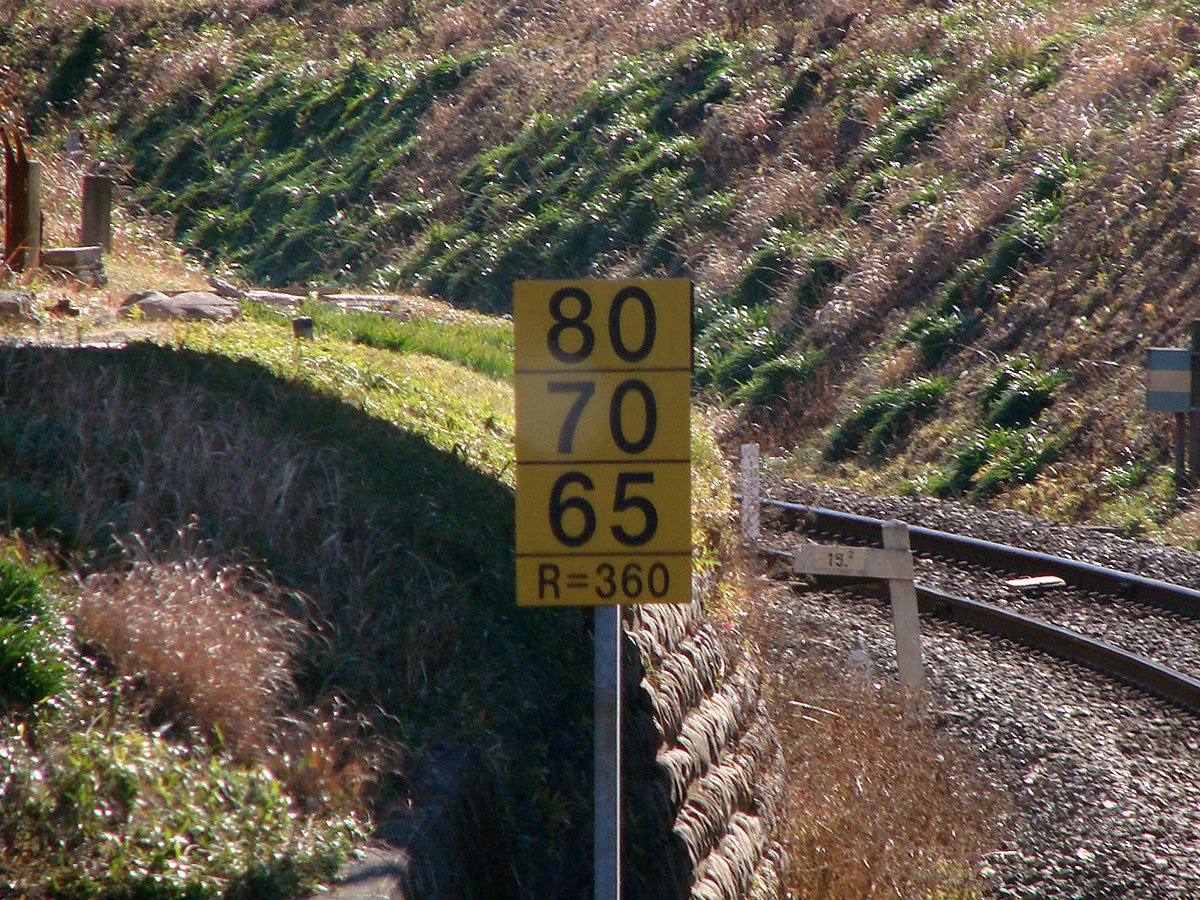
数種類の速度制限標識を設置する例（曲線用）

### 速度制限解除標識
速度制限解除標識は速度制限標識を設けた速度制限区間が100 m以上の場合、その制限箇所の終端に設けられる。分岐器の箇所では速度制限区間が短く煩雑さを避けるため省略される。事業者によっては「解除」の文字が記されたものなどの様式も存在する。

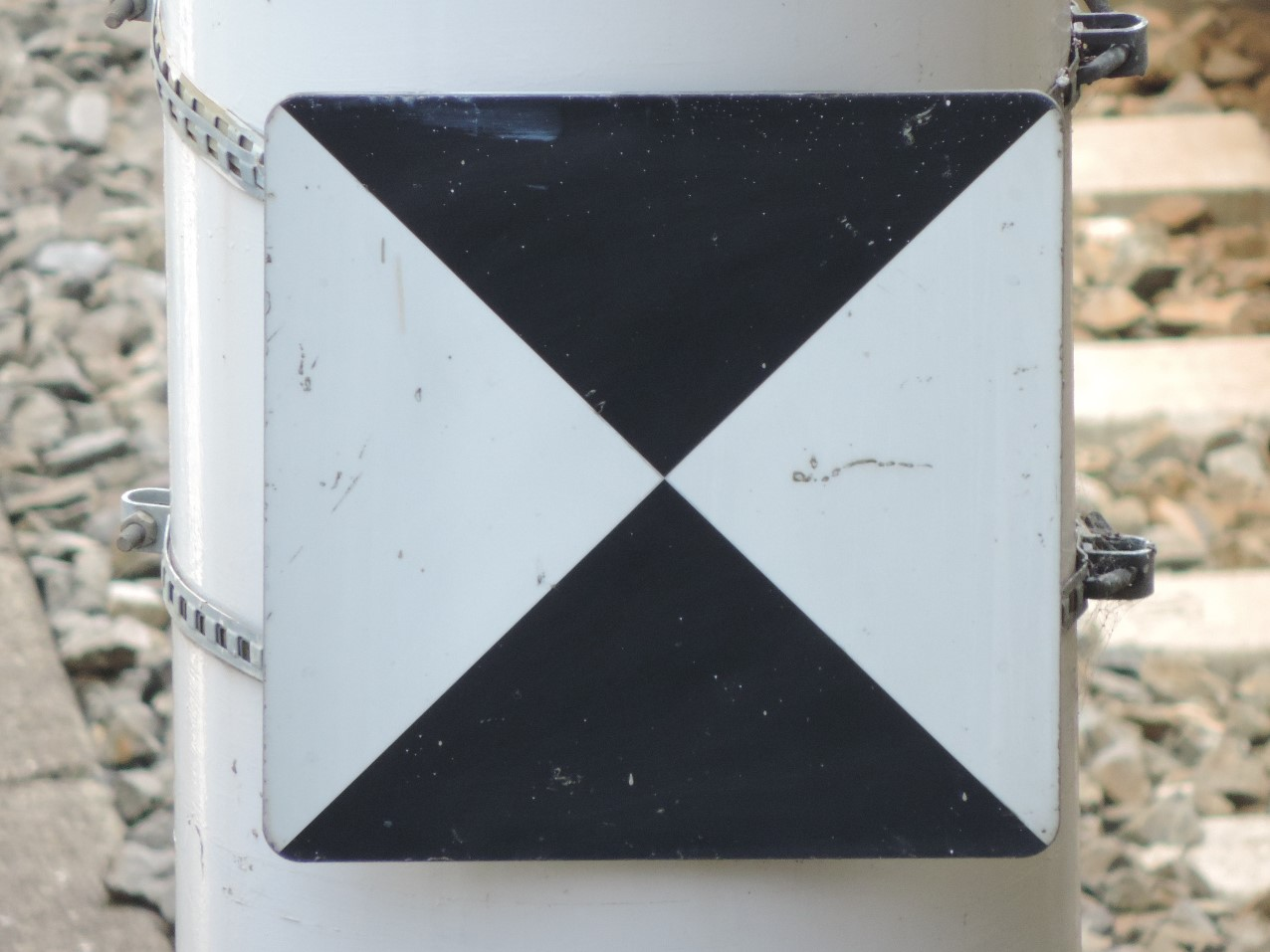
速度制限解除標識

### 制限解除後端通過標識
運転士による上記作業を補うため、速度制限区間を通過した地点から、編成車両数の距離分離れた位置に両数付きの数字（「8」「10両」など）を示しておくもの。JR西日本、東武鉄道、東急電鉄、京浜急行電鉄などに見られるほか、近畿日本鉄道においては停止位置目標同様、記号を用いたものが使用されている（1を表す細線と5を表す太線を用いて表現し「細線4本で4両」「細線1本と太線1本で6両」のように）。また臨時信号機においても、同様に後端通過標識が設置されることがある。

### 架線死区間標識

#### 交直セクション
電気方式の交流・直流切替地点にある。ここから電気が流れていない区間（無電区間）であることを示す。

### 架線電源識別標識
地上切替方式を採用する停車場内の交直流両用区間において、架線に直流・交流のどちらかが加圧されているかを表示する。直流では白色灯2灯を縦に、交流では燈色灯2灯を横に、それぞれ点灯する。

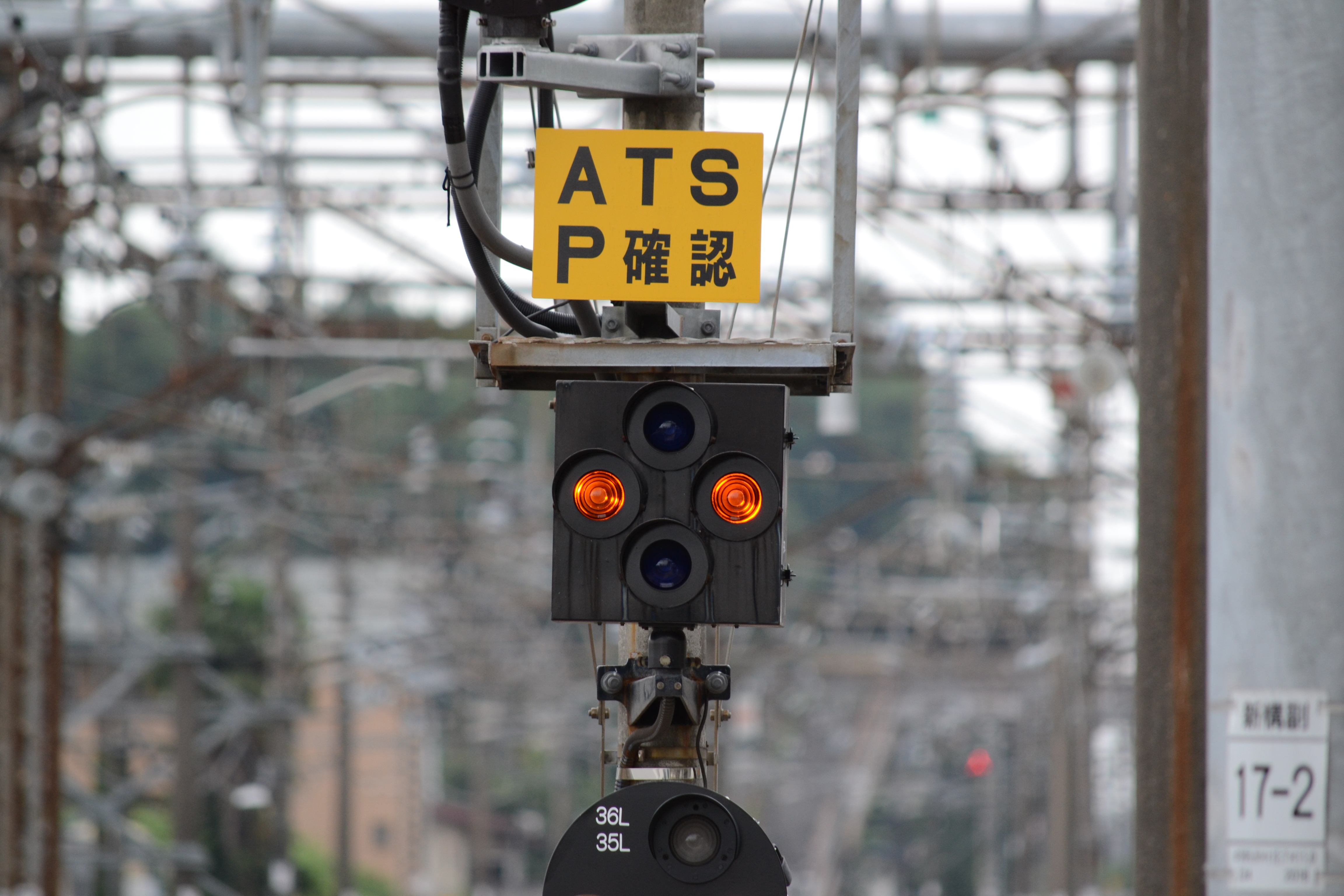
架線電源識別標識

### 進路電源識別標識
地上切替方式を採用する停車場内の交直流両用区間において入換標識・入換信号機により車両を入換する際に、開通した進路に直流・交流のどちらかが加圧されているかを表示する。直流では青紫色の横棒2本が、交流では燈色波線が、それぞれ表示される。

### 出発反応標識
出発信号機信号現示が列車出発合図や出発指示合図を行う係員から確認困難な場所に設置される。「信号反応標識」とも。「レピーター」と呼ぶ鉄道事業者もある。車内信号方式によるATC区間では全駅の出発線で設置される。出発線が複数ある場合は線路ごとに取付ける必要がある。但し、夜間は2個以上並列していると識別が難しくなる。
出発信号機が停止現示の時は滅灯し、これが定位（通常状態）である。出発信号機が進行を指示する現示（注意・減速・警戒でも）の時は白色灯を点灯させる。

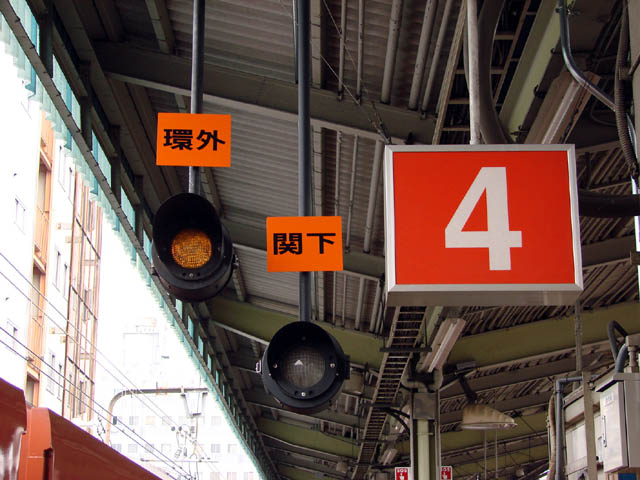
出発反応標識

### 車両接触限界標識
ここを超えると他の車両と接触する場所であることを示す。線路の分岐箇所や平面交差箇所で、日本の鉄道では線路中心間が4.0 mとなる箇所に設置される。一般的には甲号（その色と形状から「トウフ」と呼ばれる）が設置されているが、積雪地域では乙号（根元と頭部付近に黒帯が入った四角柱）が設置されている。「クリアランスポイント」とも呼ぶ。

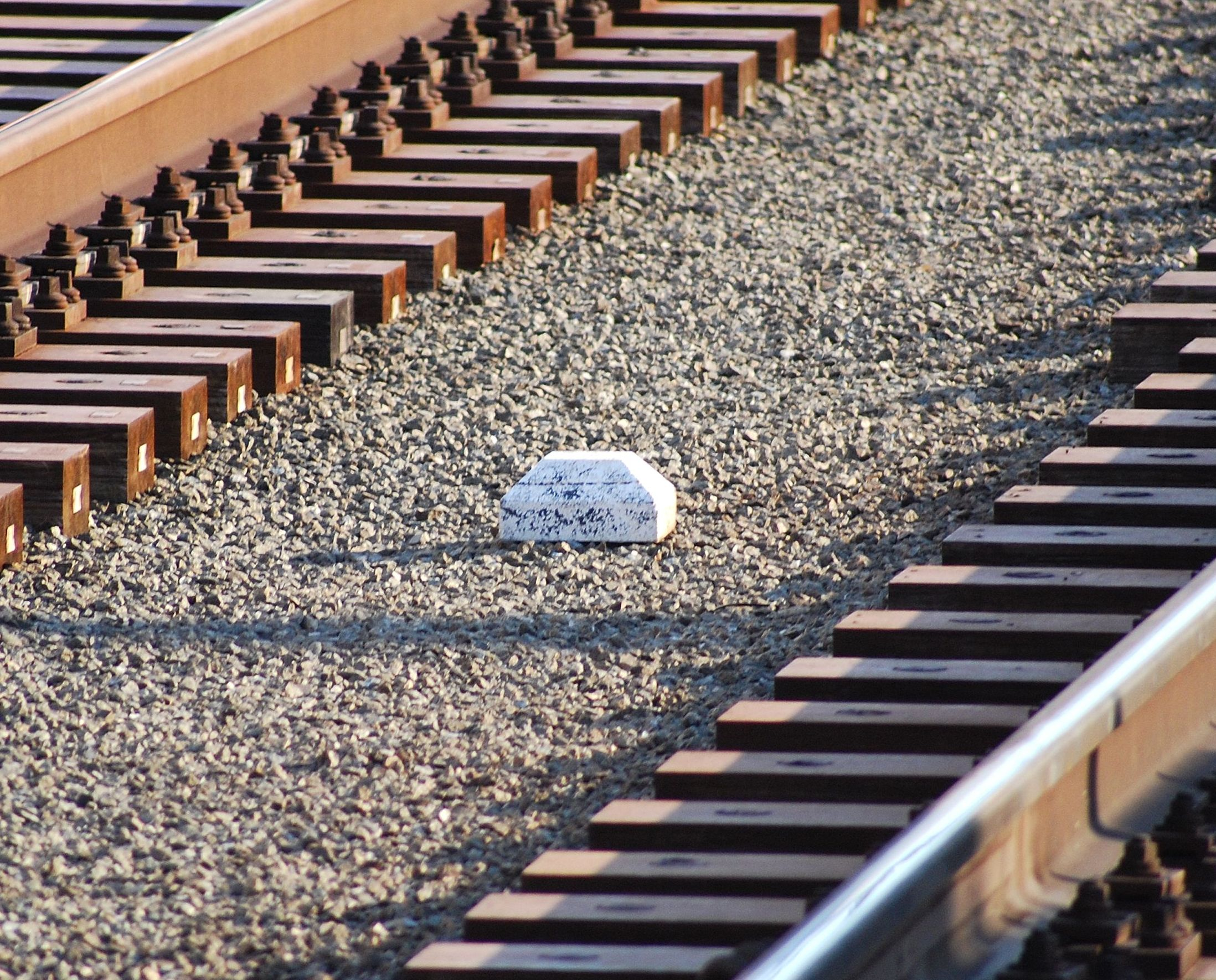
車両接触限界標識の甲号
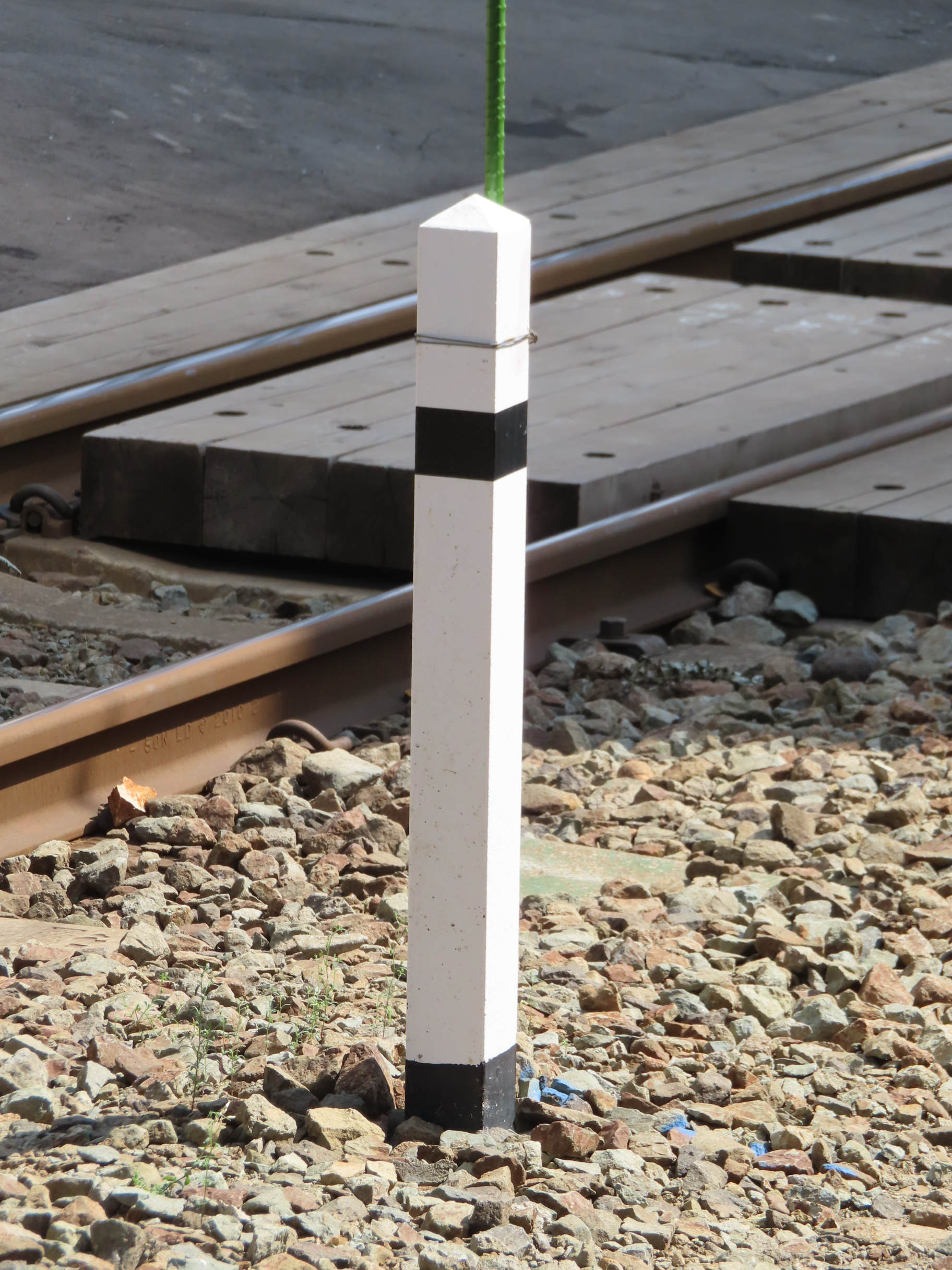
車両接触限界標識の乙号

### 一旦停止標識
構内を運転中の車両を一旦停止させるための標識。停車場と車両基地などの構内の境界において人員交代が必要等構内作業上の都合で設置される場合と、過走を防ぐために設置される場合がある。

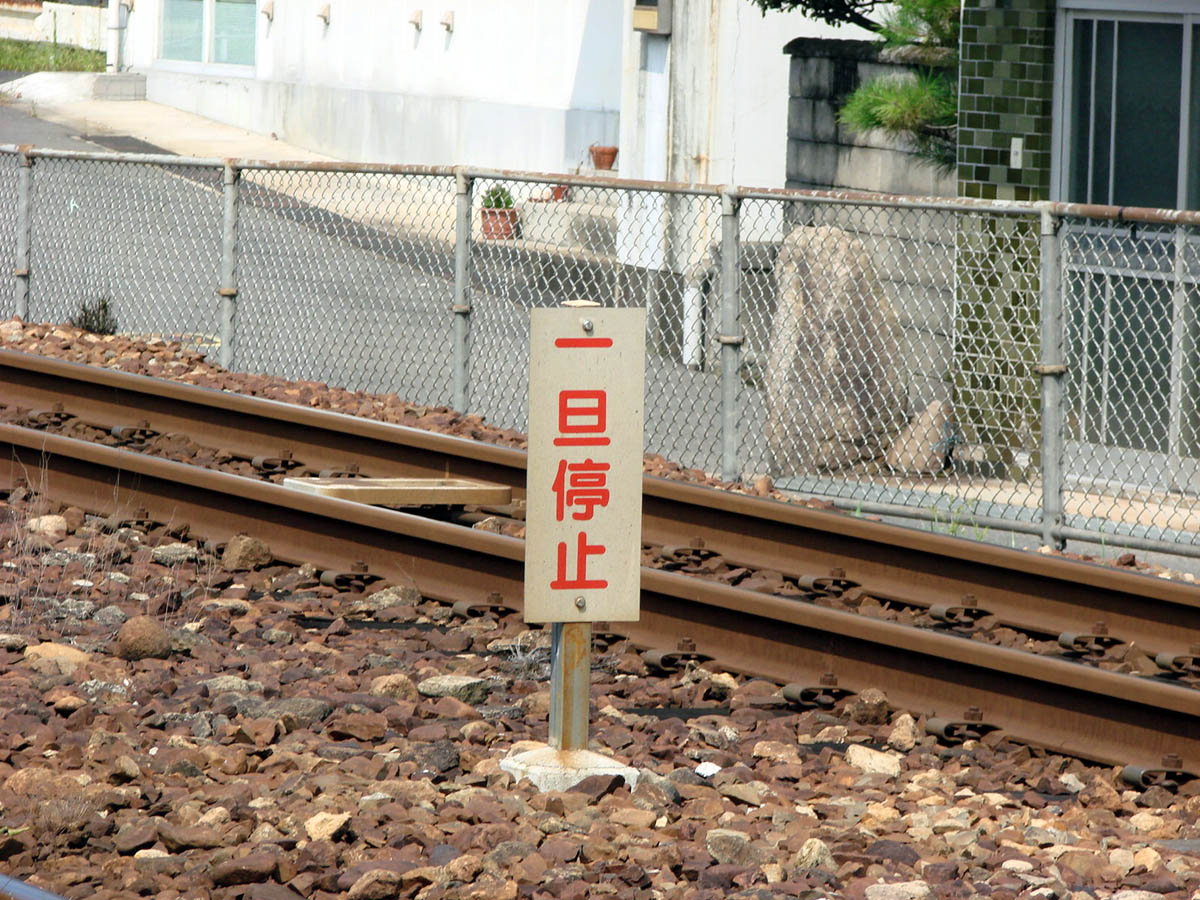
一旦停止標識

### 停止限界標識
ATC区間において列車、あるいは地上信号機により入換を行っている車両を停止させる限界を示す。

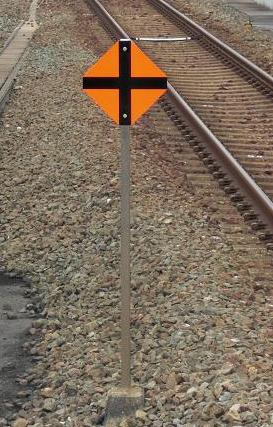
停止限界標識

### 突放入換標識
突放入換に対する入換標識。3現示の色灯式信号機と同一の筐体で、灯色は全て白色である。この標識に付属する進路表示機は「突放入換標識用進路表示器」で、3進路用は下部に3現示の色灯式信号機を90度倒したものを用い、他にも多進路用のものもある。この標識の表示を中継する場合は背面板を四角にした「突放入換標識反応灯」を用いる。

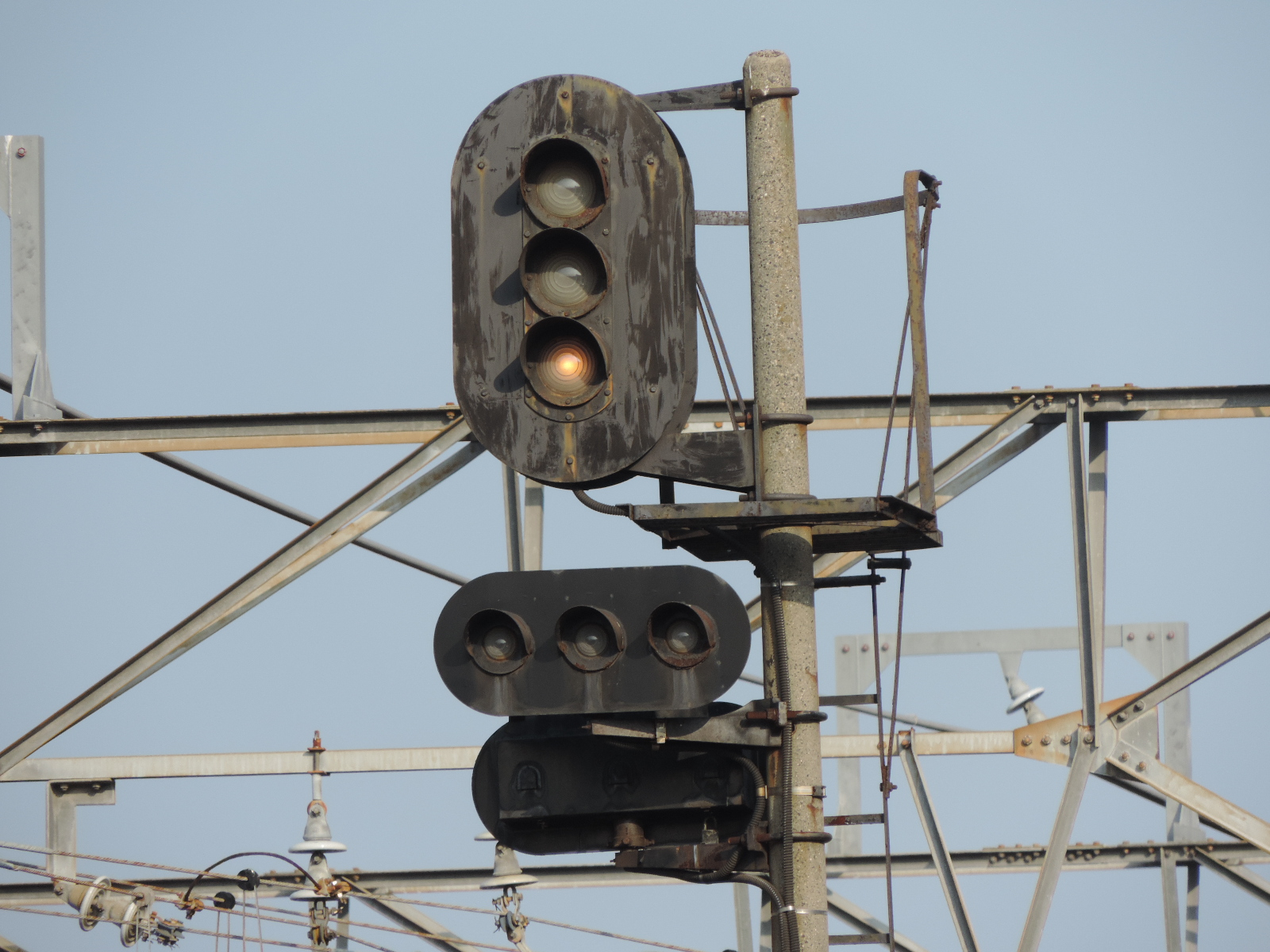
突放入換標識と突放入換標識用進路表示器（3進路用）

### 入換信号機識別標識
入換信号機に付属する標識で、紫色灯が点灯していれば入換信号機となり、消灯している時は入換標識となる。

### 最高速度予告標識
次の駅まで出すことができる最高速度を、駅の少し先（主に出発信号機付近）に表示しておくもの。優等列車が走る区間では、種別のシンボルカラー（赤=急行、黒=普通、等）に対応させた標識を、種別数だけ何段も表示しておくケースが殆どであり、東急電鉄ATC区間、京王電鉄、京成電鉄（グループ会社の北総鉄道、新京成電鉄、芝山鉄道を含む）、名古屋鉄道、近畿日本鉄道等、一部私鉄で使われる。

### 停車場接近標識
列車が停車場に接近したことを示す。

## 標の種類

### 列車停止位置目標

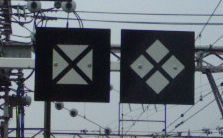
列車停止位置目標

「停目」と略称で呼ばれることもある。機関士・運転士が列車を停車させる位置を示す目標物。この標識には無印のものと、列車種別や車両の違いを表す「特」・「急」・「普」・「各停」・「貨」等の文字が入ったもの、列車の編成両数を示す数字が入ったもの、それらの文字と数字を併記したものがある。

### 曲線標

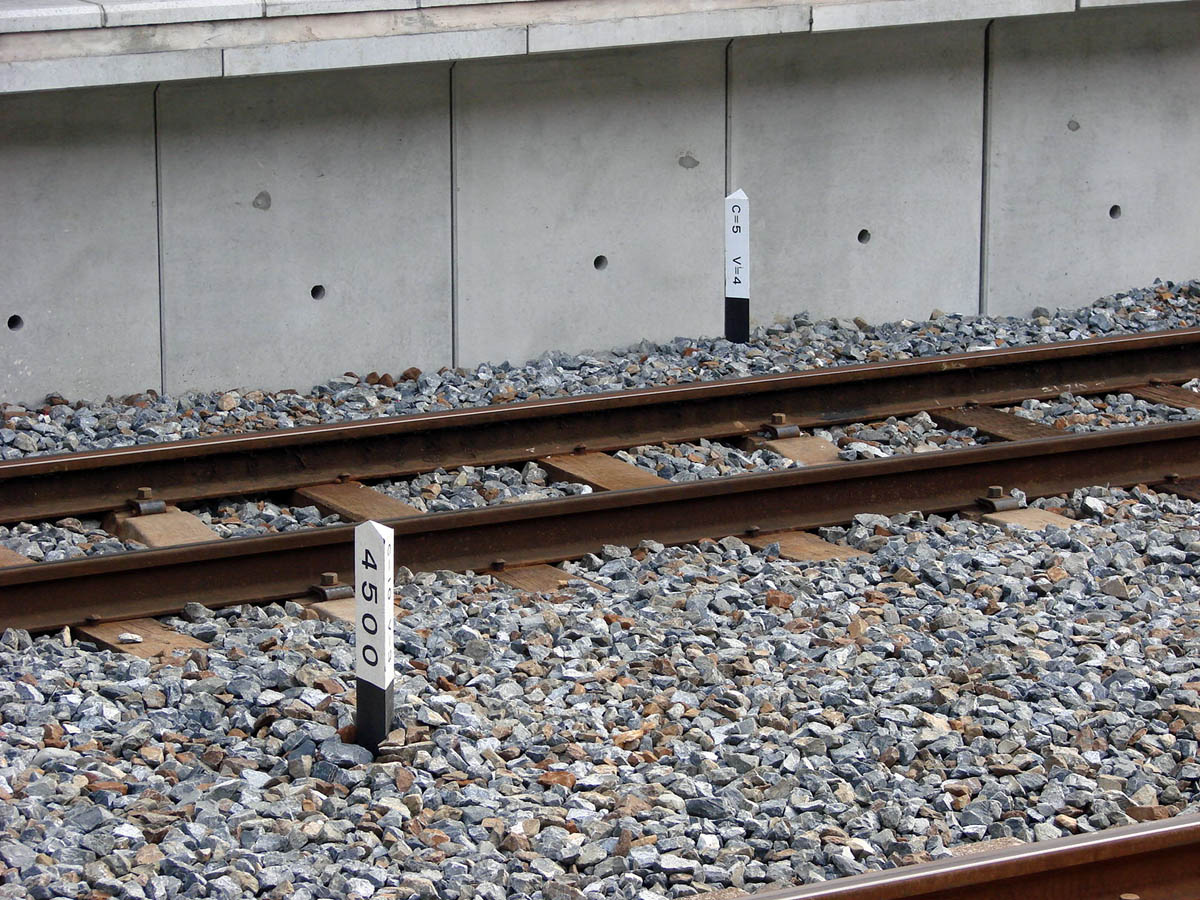
曲線標（左手前が表）

曲線標は平面線形（線路の平面的な形状）に関する情報を示しており、円曲線（円弧）と緩和曲線の境界部の線路脇に設置される。具体的には表に曲率半径、裏にカント量、スラック量、円曲線の長さ、緩和曲線の長さが書かれている。なおカント量はC（Cantの略）、スラック量はS（Slackの略）、円曲線の長さはCCL（Circle Curve Lengthの略）、緩和曲線の長さはTCL（Transition Curve Lengthの略）とそれぞれ表現されている。

### 逓減標

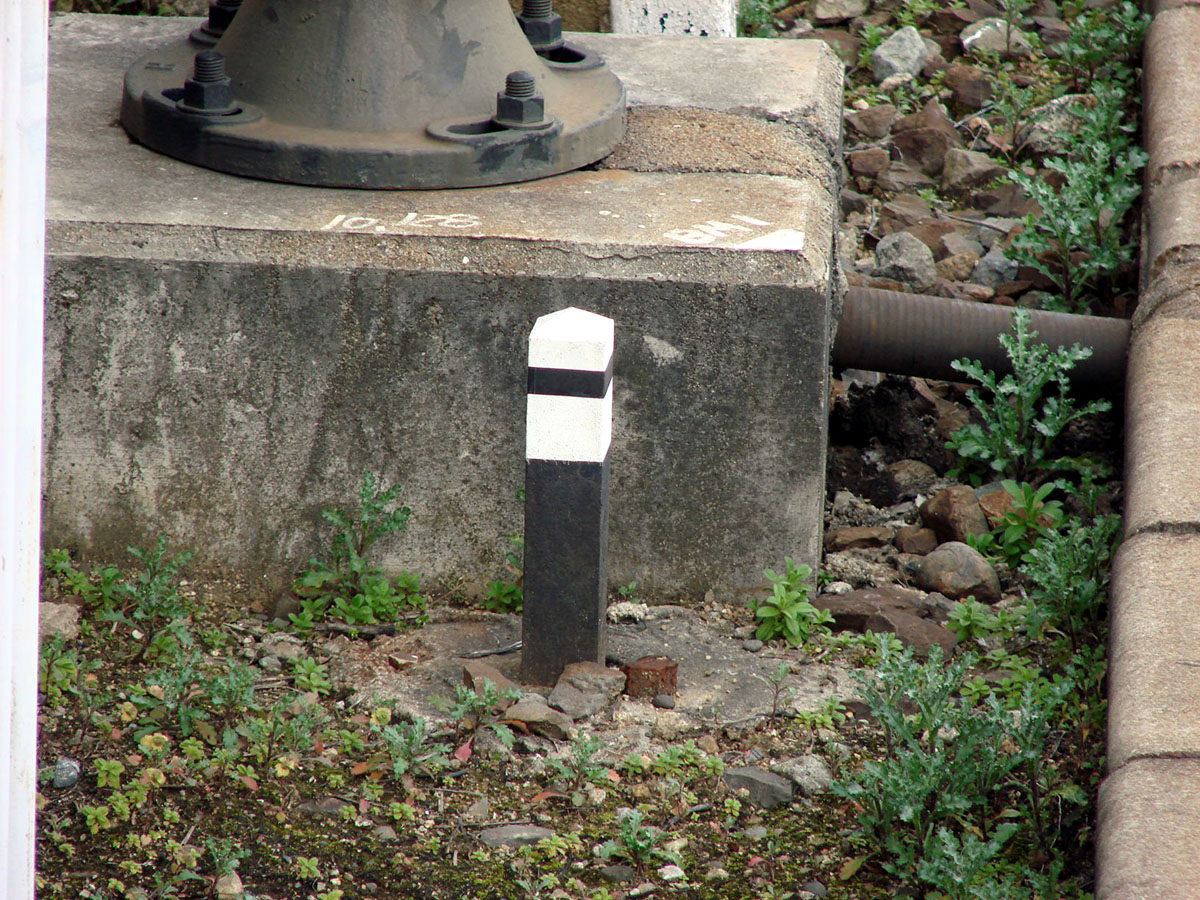
逓減標

線路の曲線区間においては、カントを設けるのが原則である。ただし、カントは直線区間ではゼロであることからカントの擦り付け区間（逓減区間）が必要であり、その始点・終点に設けられるのが逓減標である。
曲線区間前後には緩和曲線を挿入することが多いため、一般に緩和曲線の始点・終点に設けられる。しかし、反向曲線（いわゆるS字カーブ）等緩和曲線が設けられない区間では、円弧曲線部や直線部の途中に逓減区間を設けることもある。

### 勾配標

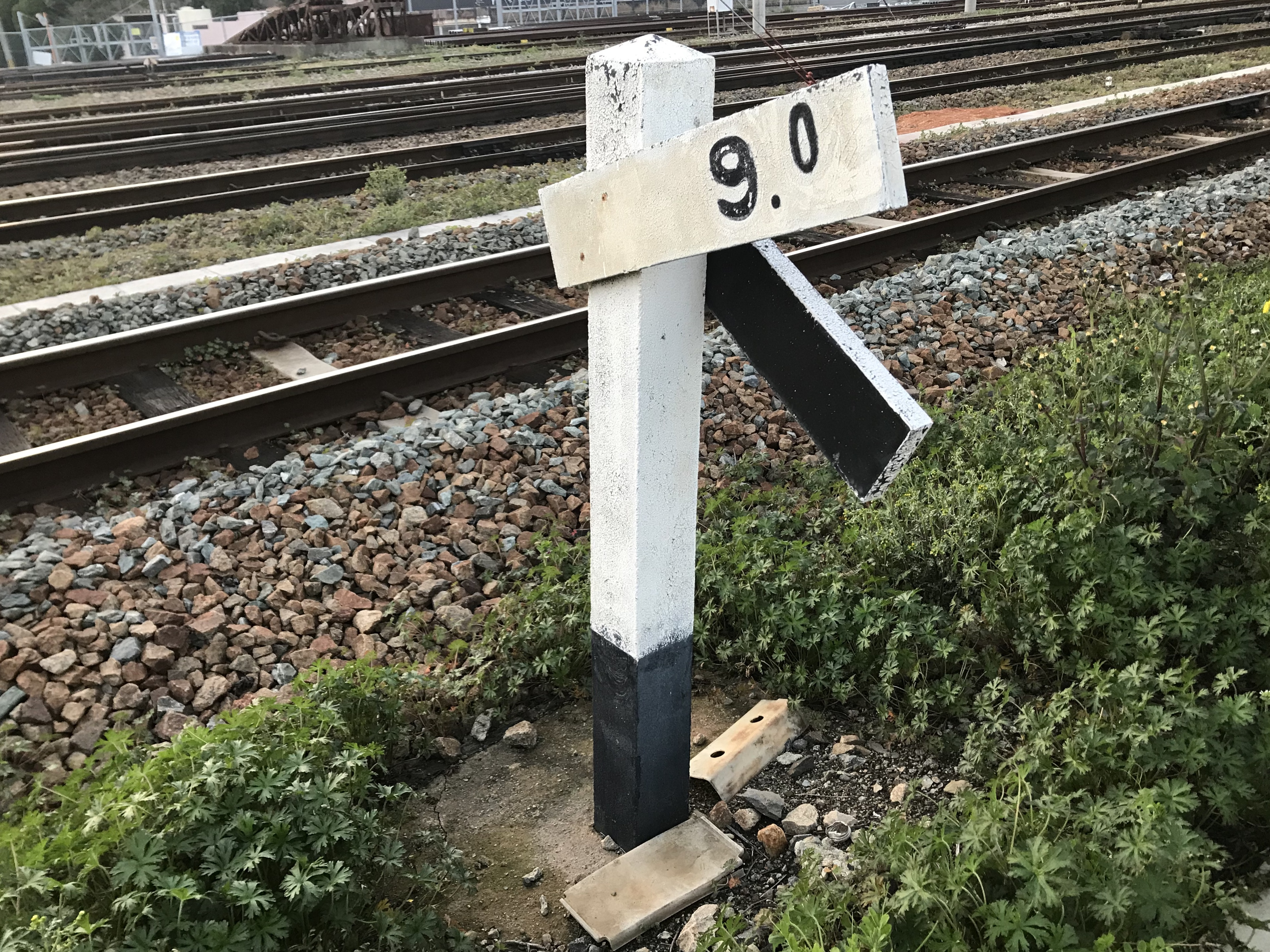
勾配標（ここまで下り勾配、ここから9.0‰の上り勾配を示す。）

勾配標は線路の縦断勾配を示すものであり、縦断勾配の変化点に設けられる。腕木は水平から約30度傾ける。腕木の寸法は縦140 mm×横600 mm×厚さ30 mm。柱の地中に出ている部分は1050 mmで、その下750 mmは地中に埋める。地上から150 mm高さの位置より下は黒く塗装する。
勾配の大きさは千分率（パーミル、記号‰）をもって示し、水平に1000メートル進んだ時の高低差（メートル）に相当する。小数点以下の数字は、整数部分より一回り小さく表記される。勾配が0、すなわち水平の時は、水平を意味するLevelの頭文字Lを表記する。基本的に複線の場合は下り線の進行方向左側、単線の場合は下り列車の進行方向左側の線路際に設置されるが、複線であっても上下線が離れている場合などは上り線の進行方向右側の線路際にも設置される場合がある。
裏の黒い腕木がここまでの勾配、柱が現在地点、手前の腕木がここからの勾配を表している。例えば、裏の腕木が水平で手前の腕木が下向きならここまで水平・ここから下り勾配であり、裏の腕木が下向きで手前の腕木が上向きならここまで下り勾配・ここから上り勾配である。

### 距離標
その路線の起点からの距離を示す。甲号・乙号・丙号の3種があり、甲号と乙号には大きさや形状等に規定があるが、丙号に大きさ等の規定はない。基本的に複線の場合は下り線の進行方向左側、単線の場合は下り列車の進行方向左側の線路際に設置されるが、複線であっても上下線が離れている場合などは上り線の進行方向右側の線路際にも設置される場合がある。また複線の場合、青で縁取られた○の中に甲号に当たるものには距離の数字が、乙号に当たるものには0.5と書かれたものが、上下線の中央に立てられていることもある。この場合、丙号に当たるものは青で縁取られた□の中に1 - 4、6 - 9の数字が1つずつ書かれており、同じく上下線の中央に立てられている。
一部の高架区間や地下鉄などにおいては、白地に黒字で数字が書かれた板を壁面に直接取付けたタイプが多く存在する他、通常タイプの意匠を直接ペイントしたものも見られる。また、北海道地方等では積雪によって通常のタイプでは距離標が埋もれてしまう恐れがあるため、筒状の細長い棒を通常の距離標と同じ要領で設置し、上部に同じような板を取付けたタイプも存在する。これらの場合、甲号、乙号共通常の大きさや形状等の規定から外れる。
甲号距離標
1 km毎に設置される。キロポストとも呼ばれる。高さ1.2 m程度の白い柱で、側面に黒い文字で距離の数字が縦に並べて書かれている。0km地点の距離標（0キロポスト）は独特の形状のものもある。
乙号距離標
0.5 km単位の位置に設置される。0.9m程度の白い柱で、側面に「1/2」と大きく、柱の下方に小さくkm単位の距離の数字が書かれている。
丙号距離標
0.1 km単位の位置に設置される。大きさや形状等に規定がないため、会社や支社により形状は異なる。

距離標（甲号と乙号）
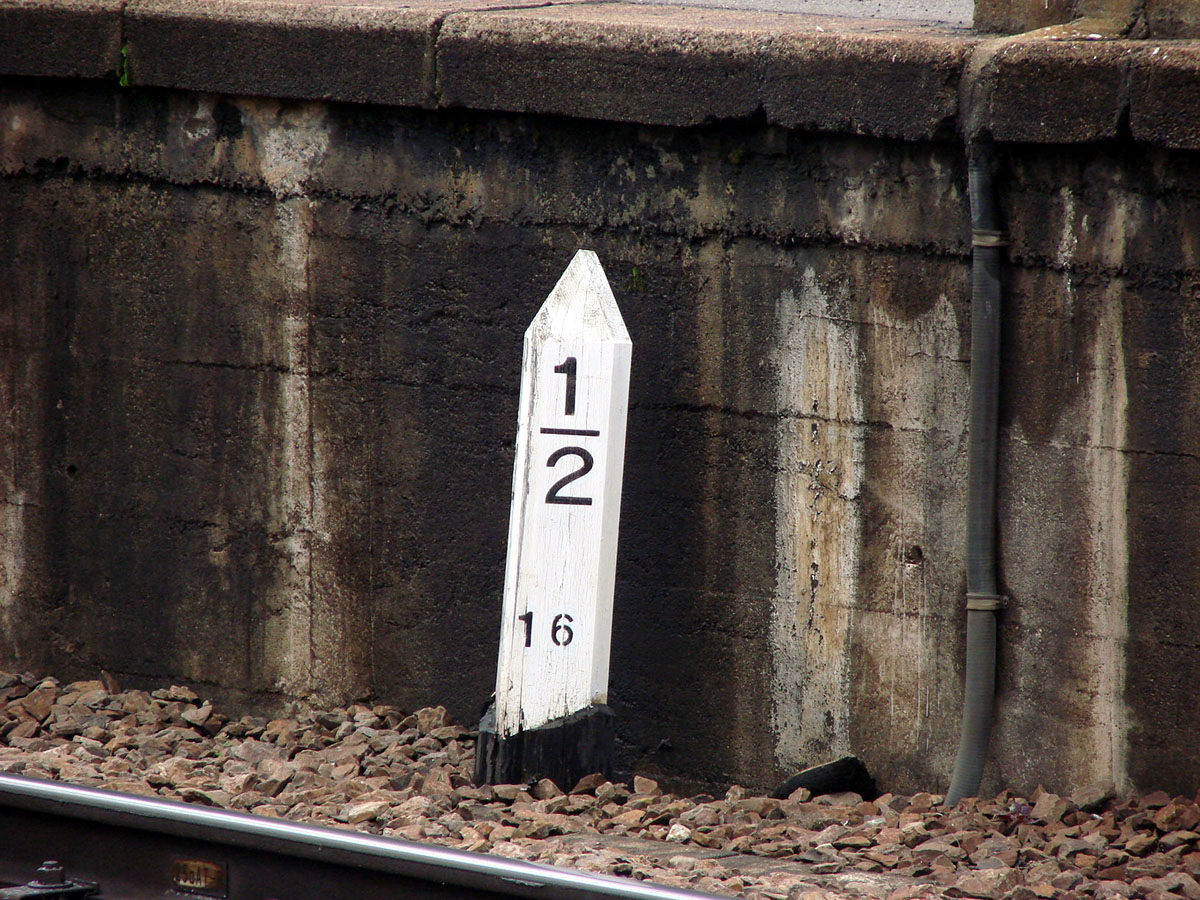
距離標（乙号）
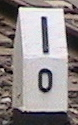
距離標（丙号）
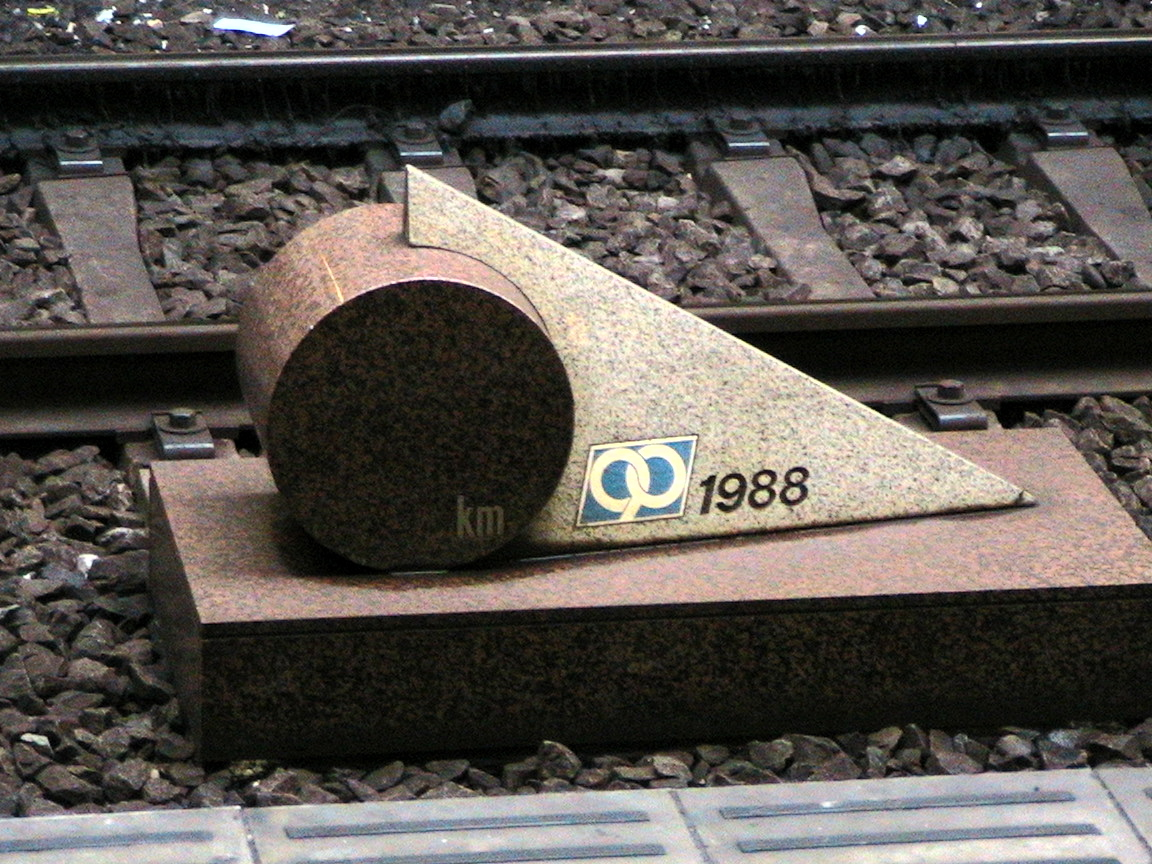
独特の形状をした0km距離標（京浜急行電鉄品川駅）

### 番線表示標

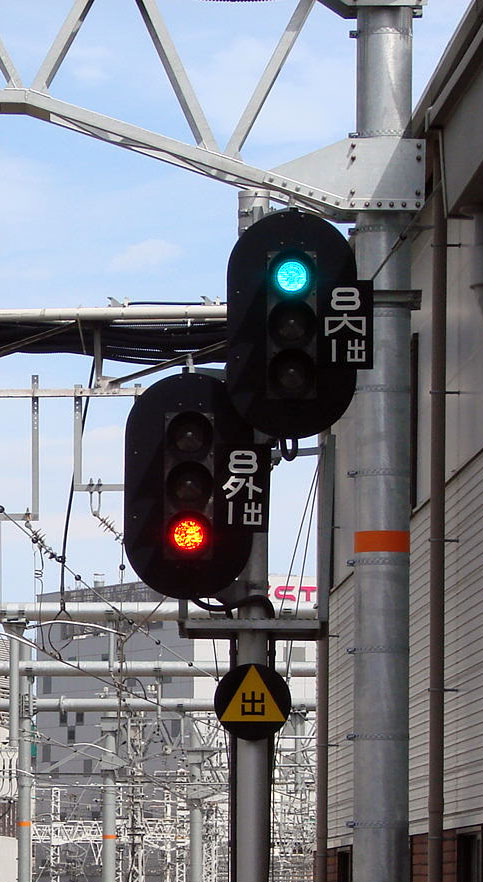
番線表示標と信号喚呼位置標

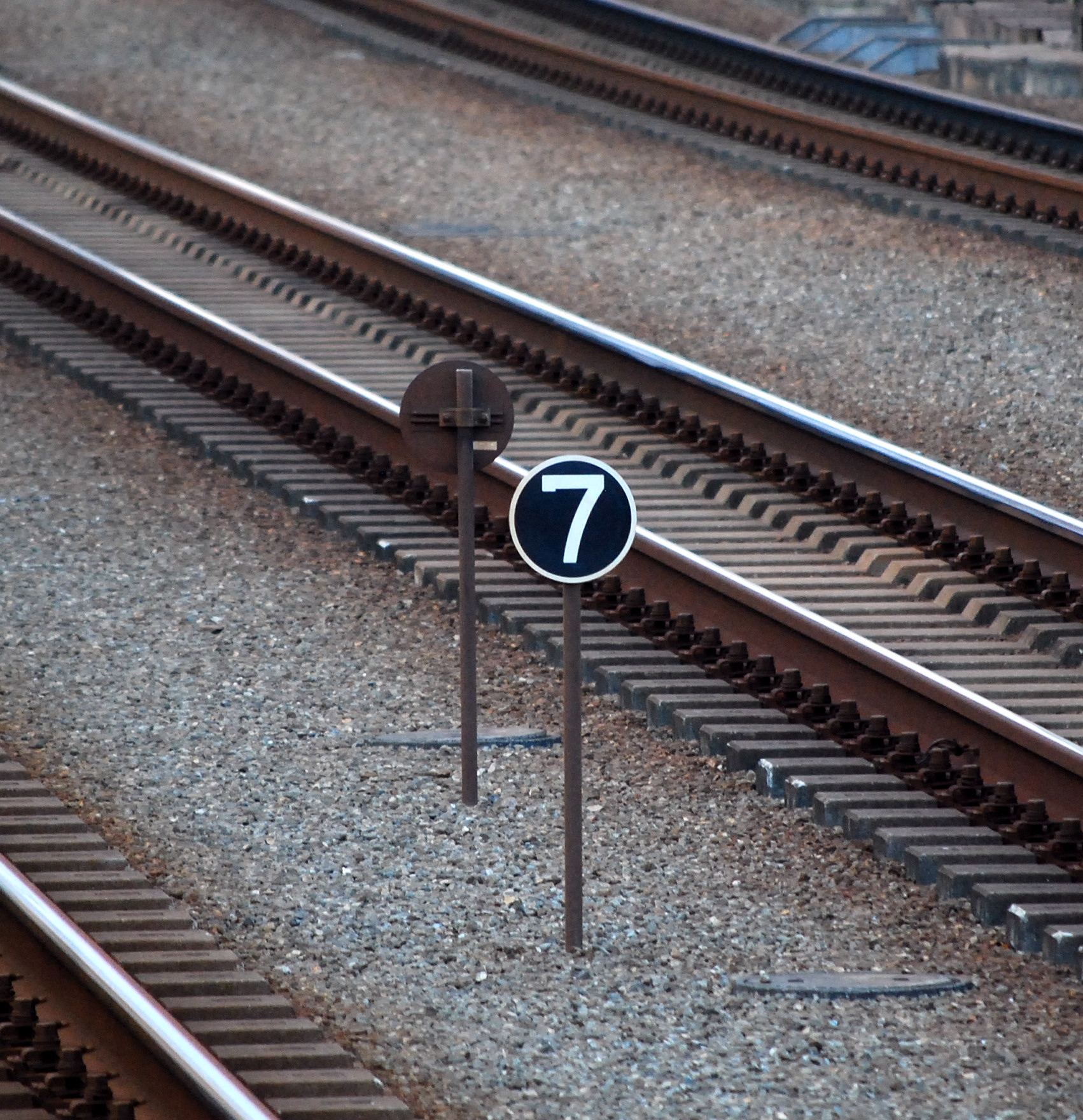
車内信号式区間に設置されている、閉塞境界標識

信号機が属する進路を示すもの。「信号機識別標識」とも。黒板に白字、又は白板に黒字のものがある。右図の場合、進行現示の信号機は8番線から内側線への第1出発信号機を示す。

### 信号警標・信号喚呼位置標
次の信号機の現示をこの標識地点で確かめ、喚呼する地点を示す標識である。
信号警標は縦長四角形で黄色地に黒縞が斜めに2本が基本デザインで、停車場（ポイントのある駅）や信号場の場内信号機、出発信号機、これらを補佐する信号機（中継信号機等）に使われる。信号喚呼位置標は丸や三角形が基本デザインで、上記以外の、閉塞信号機に使われる。但し停留場（ポイントのない駅）の場内信号機や出発信号機を信号警標で示す私鉄も一部に存在する（東武鉄道や西武鉄道等）。
信号喚呼位置標は会社や支社により形状が異なっており、主な違いを並べると以下の通り。
- JRでは、黄色い三角形（都市部では背景に埋もれないよう黒い丸の中に表記している例が多い）が描かれ、閉塞信号機の場合は中に閉塞番号が書いてあるものが多い。
- 場内信号機の場合は三角形の中に「場」、出発信号機の場合は「出」、中継信号機の場合は「中」、遠方信号機の場合は「遠」と書かれているものが多い。
- 北海道旅客鉄道、京成グループ、小田急電鉄では三角形のみ。
- 四国旅客鉄道では黄色い四角の中に黒線で丸が描かれているだけで、閉塞番号も記されていない。
- 九州旅客鉄道と西日本旅客鉄道広島支社では、黒い正方形の中に黄色い三角を表記している。
- 私鉄全般で見た場合、黒い丸の中に白い三角で閉塞番号を記さないか、または信号喚呼位置標そのものを設置しないか、どちらかが多い。
- 小田急電鉄では、白い三角の縁に黄色が塗ってあり、標識の上に黒地に白色で閉塞番号がかかれている
- 信号警標も、識別用に数字や文字を記入したデザインが一部の会社に見られる。

また車内信号式ATC（自動列車制御装置）を採用している区間では、小さな丸（主に閉塞信号）や四角（主に出発信号・場内信号）の中に閉塞区間番号が書かれた閉塞境界標識が枕木の横に設置されている。これは、車内信号が正常に作動している時には、運転台の車内信号だけ見れば問題ないため、異常発生時や線路の点検を行う時しか、標識を見る必要がないためである。

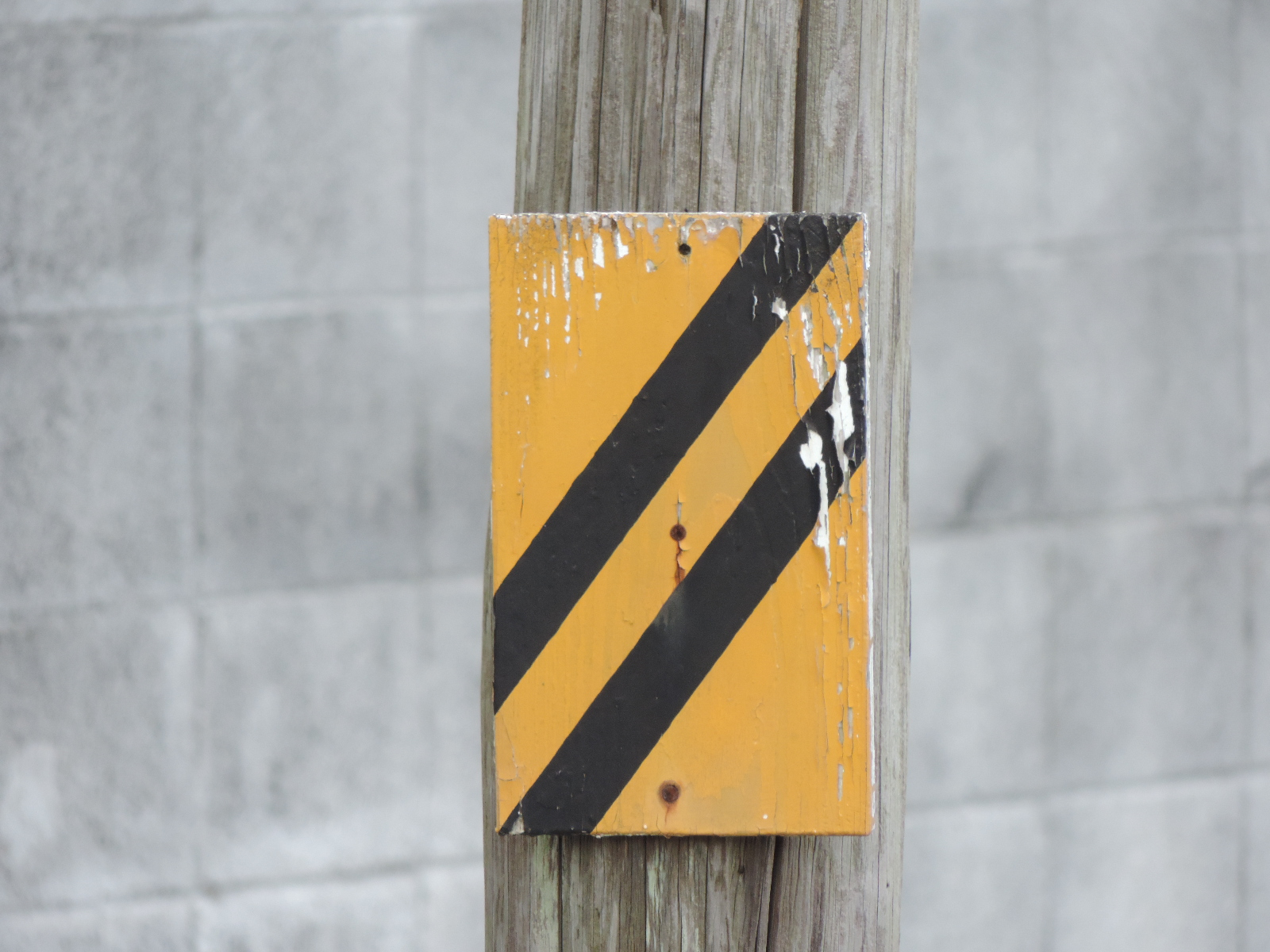
信号警標

### 力行標

力行標

運転士にここから加速して良いと言う目安を送る標識である。あくまで『して良い』であるため、強制力はない。デッドセクション終了地点に多い。

### 惰行標

惰行標

ここで加速を止めて惰性運転に切替えよと運転士に目安を提示する標識である。直流区間では目安であるが、交流区間では交交セクション・交直セクション手前で力行を中断しないとセクションオーバー事故となるため、重要な標識となる。
力行標・惰行標共、私鉄で独自のデザインが使用される場合、力行標は丸や文字、惰行標は斜線や三角形をモチーフにする所が多い。標識の板は大型の長方形のものや画像の小丸型（架線柱用）ものが混用されている場合もある。JR東日本では小丸型のものが惰行標であるが、大型の長方形のものは停車場接近標識としての役割があり、場内信号機のない棒線駅手前に設置されている。また最高速度予告標識同様、種別毎に何段も表示する会社も多く（京成電鉄、京王電鉄、阪神電気鉄道、JR東日本一部線区（常磐線等）、都営地下鉄の一部線区）逆に力行標・惰行標自体を表示しない私鉄も存在する（京浜急行電鉄等）。

### 制動標
停車や速度制限のため減速を始める際にブレーキを操作する（ブレーキを取る）位置を示す標識である。列車種別や車両によってブレーキ距離は異なるため、大抵は平均的な位置に目安として設置される。四角形にBと書かれたものが多い。

### 踏切遮断反応灯

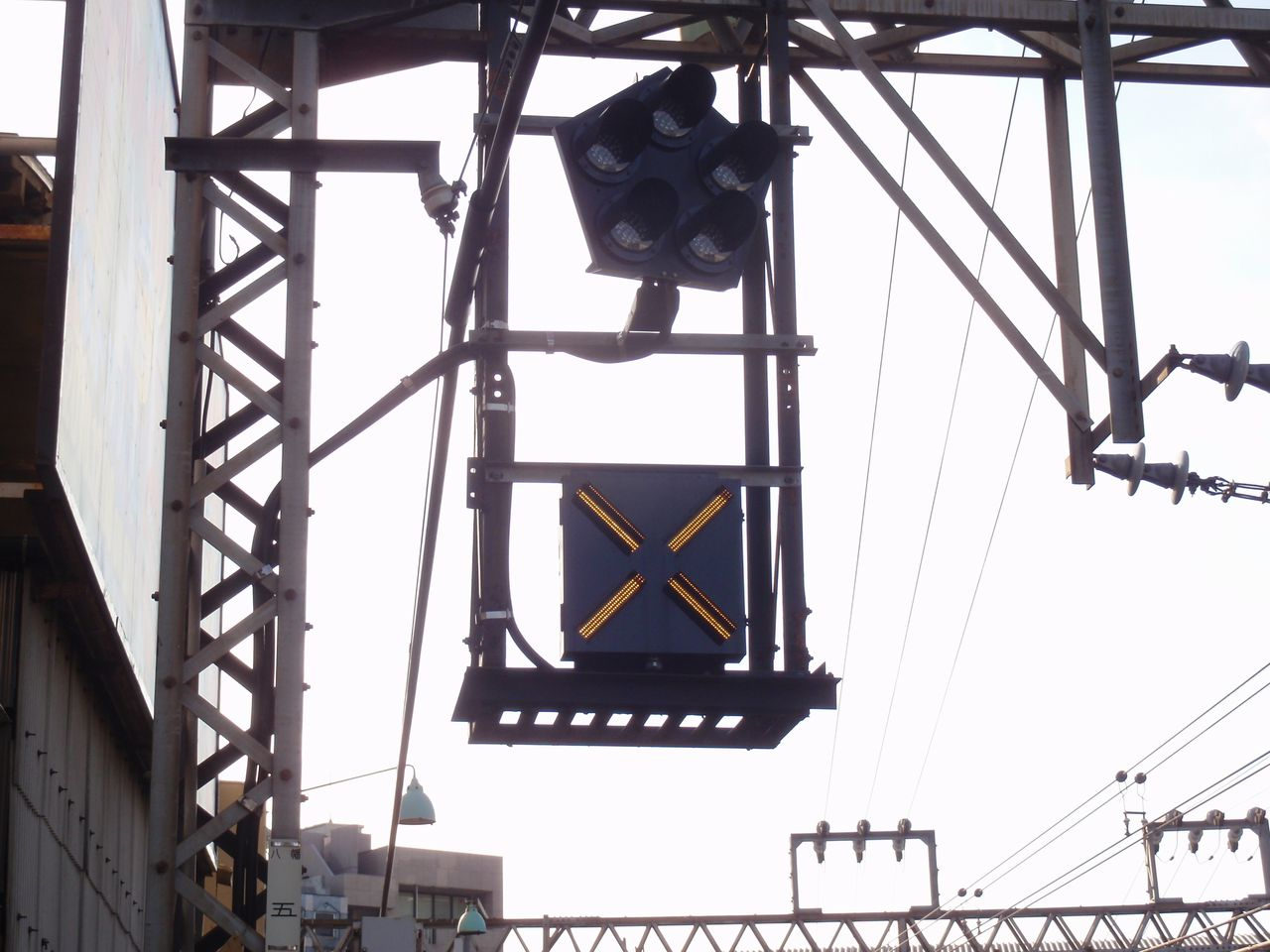
踏切遮断反応灯（特殊信号発光機の下にある「×」サイン）。これは西武鉄道以外の関東大手私鉄各社で使われているデザインで、写真は小田急電鉄のもの。

踏切の遮断が完了したことを運転士に知らせるもの。「動作反応灯」とも。旧地方鉄道法の「自動踏切遮断装置の構造基準」の規定により定められたもので、形状や点灯方法等の様式は鉄道事業者ごとで定められている。JRグループは踏切遮断反応灯を設けていない。

### 踏切動作反応灯喚呼位置標
踏切動作反応灯をここで確認・喚呼せよと示す標識である。灯火を表す丸をイメージしたものが多い。大手私鉄では名古屋鉄道や近畿日本鉄道(近鉄から分離した養老鉄道、三岐鉄道北勢線、伊賀鉄道、また樽見鉄道、長良川鉄道に見られるが、設置していない鉄道事業者が多い。